# Guerra gotica (535-553)
La guerra gotica (535-553), detta anche guerra greco-gotica o gotico-bizantina, fu un lungo conflitto che contrappose l'Impero bizantino agli Ostrogoti nella contesa di parte dei territori che fino al secolo precedente erano parte dell'Impero romano d'Occidente. La guerra fu il risultato della politica dell'imperatore bizantino Giustiniano I, già messa in atto precedentemente con la riconquista dell'Africa contro i Vandali, mirante a riconquistare all'impero le province italiane e altre regioni limitrofe conquistate da Odoacre alcuni decenni prima e a quel momento dominate dagli Ostrogoti (Goti orientali) di Teodato.
Il conflitto ebbe inizio nel 535 con lo sbarco in Sicilia di un esercito bizantino guidato dal generale Belisario. Risalendo la penisola, le forze di Belisario sconfissero le truppe gote dei re Teodato prima e Vitige poi, riconquistando molte importanti città tra cui le stesse Roma e Ravenna. L'ascesa al trono goto di Totila ed il richiamo di Belisario a Costantinopoli portarono alla riconquista da parte dei Goti di molte delle posizioni perdute. Solo con l'arrivo di una nuova armata sotto il generale Narsete le forze imperiali poterono riprendersi; dopo la morte in battaglia di Totila e del suo successore Teia, la guerra si concluse nel 553 con una completa vittoria per i Bizantini.
La lunga guerra provocò vaste distruzioni alla penisola, spopolando le città ed impoverendo le popolazioni, ulteriormente flagellate da un'epidemia di peste e da una carestia; l'occupazione dell'Italia da parte dei Bizantini si rivelò effimera, visto che già dal 568 i Longobardi, guidati da Alboino, iniziarono a calare nella penisola, occupandone vasti tratti anche grazie alla debolezza dei difensori.

## Contesto storico
Nel 476 Odoacre, il generale delle truppe mercenarie barbariche dell'esercito romano d'Occidente in Italia, depose l'ultimo imperatore romano d'Occidente, Romolo Augustolo, assumendo il governo dell'Italia nominalmente sotto l'autorità dell'Imperatore d'Oriente Zenone ma di fatto governando autonomamente; durante il suo regno Odoacre difese con successo l'Italia dai Visigoti e dai Vandali, recuperando la Sicilia. Contrasti con Zenone convinsero tuttavia quest'ultimo a spingere il re degli Ostrogoti Teodorico, che stava devastando le province balcaniche dell'Impero, a invadere l'Italia e porre fine al regime di Odoacre. Nel 489 l'esercito di Teodorico invase l'Italia e, dopo una guerra di cinque anni, conquistò interamente la penisola rovesciando Odoacre. Il regno ostrogoto in Italia fu caratterizzato da molti risultati positivi, come il ristabilimento di parte dell'antica prosperità e la conquista di vari territori dell'ex Impero romano d'Occidente, come la Provenza, il Norico e la Pannonia. Il sistema amministrativo tardo-romano non venne abolito: le cariche civili (come i governatori civili delle province, i vicari delle diocesi e il prefetto del pretorio) continuarono ad essere detenute da cittadini romani, anche se alcune funzioni amministrative furono attribuite anche ai comandanti delle guarnigioni gotiche nelle città, i cosiddetti comites civitatorum. Teodorico, nonostante fosse di fede ariana, come del resto il suo popolo, si dimostrò tollerante nei confronti dei suoi sudditi romani e cattolici.

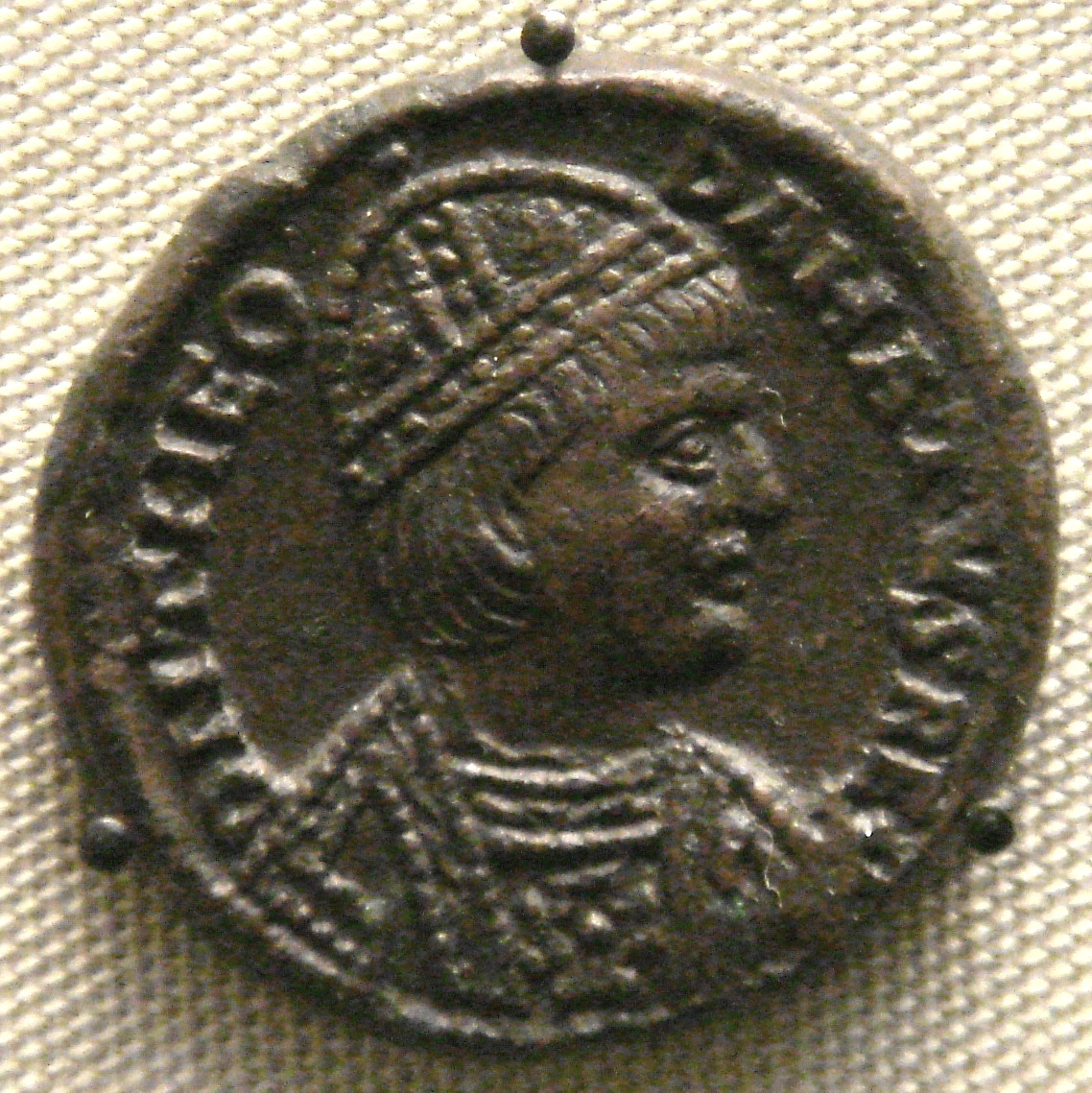
Teodato (qui raffigurato in una moneta antica) depose la reggente ostrogota Amalasunta, alleata di Giustiniano che ebbe così un pretesto per dichiarare guerra al nuovo re ostrogoto.

Deceduto Teodorico (526), il trono fu ereditato dal nipote Atalarico sotto la reggenza della madre Amalasunta. Nel frattempo (527) era asceso sul trono dell'Impero romano d'Oriente un nuovo imperatore, Giustiniano I, che ambiva alla riconquista dei territori che un tempo appartenevano alla pars occidentis. Conclusa una pace con i Sasanidi di Persia (532), Giustiniano decise di riconquistare l'Africa, finita in mano ai Vandali: la spedizione, affidata al generale Belisario, si risolse con un successo e con l'annessione del regno barbarico all'Impero. Giustiniano strinse relazioni amichevoli con Amalasunta, la cui reggenza era però osteggiata da parte della nobiltà ostrogota, e quando ella venne a conoscenza che era stata ordita una congiura per detronizzarla, prese in considerazione anche la possibilità di fuggire a Costantinopoli presso Giustiniano, salvo poi ripensarci dopo essere riuscita a sventare il colpo di stato. Nel frattempo il giovane Atalarico si era gravemente ammalato e Amalasunta, consapevole di non riuscire a conservare a lungo il potere dopo la morte del figlio a causa della crescente opposizione al suo governo, intavolò trattative con Giustiniano per la cessione dell'Italia all'Impero. Nel frattempo, mentre le trattative erano ancora in corso, Atalarico si spense in tenera età, costringendo Amalasunta a condividere il trono con il cugino Teodato (534), il quale non tardò a mettersi d'accordo con gli oppositori di Amalasunta e a organizzare un colpo di Stato con cui rovesciò ed esiliò la regina madre sull'isola Martana del Lago di Bolsena; quest'ultima venne poi strangolata per ordine di Teodato nel 535, si vociferò istigato dall'imperatrice Teodora per mezzo dell'ambasciatore bizantino Pietro; secondo la Storia segreta di Procopio di Cesarea, Teodora, nel timore che Giustiniano potesse subire il fascino e l'influenza di Amalasunta e di essere dunque messa in ombra, intendeva impedire che fosse liberata ed esiliata a Costantinopoli e per tale motivo avrebbe istigato Teodato a farla uccidere. Giustiniano, alleato di Amalasunta, colse il pretesto per dichiarare guerra ai Goti.

## Forze in campo

### Impero romano d'Oriente
La forza iniziale che invase il regno ostrogoto nel 535 era costituita da soli 10 000 uomini (4 000 tra comitatensi e foederati, 3 000 isauri, 200 bulgari, 300 mauri e i bucellarii al servizio di Belisario). Durante l'assedio di Roma, tra il 537 e il 538, ulteriori rinforzi arrivarono in Italia, portando il totale teorico dei soldati a disposizione di Belisario a circa 24 000 uomini, a cui però deve essere detratta la diserzione di 2 000 eruli che si erano rifiutati di servire i Bizantini dopo il richiamo a Costantinopoli del loro condottiero Narsete.
Nella seconda fase del conflitto, a partire dal richiamo di Belisario a Costantinopoli, il numero di soldati bizantini in Italia si assottigliò sempre di più, a causa delle perdite subite per opera del re goto Totila e delle massicce diserzioni. Al contrario,  l'esercito goto si era rafforzato notevolmente, crescendo dagli appena 1 000 soldati del 540 ai 15 000 del 552. Nel 552 Giustiniano, constatando che la situazione in Italia era molto critica, affidò il comando delle operazioni a Narsete, mettendogli a disposizione un esercito di circa 20 000-30 000 uomini, con il quale il generale poté annientare dapprima l'esercito di Totila (forte di 15 000 goti contro i 25 000 soldati bizantini) a Busta Gallorum, poi quello di Teia sui monti Lattari, ponendo fine al regno dei Goti.
Per quanto riguarda la tattica militare, sotto il comando di Belisario (che privilegiava la guerra di posizione), i Bizantini evitavano per quanto possibile lo scontro in campo aperto con il nemico, cercando piuttosto di logorarlo con azioni di guerriglia; inoltre assediavano e conquistavano sistematicamente tutti i centri fortificati che incontravano sul loro cammino, per non correre il rischio di essere attaccati alle spalle da eserciti ostili. La conquista delle città costiere di Ancona e Otranto fu essenziale per garantire il rifornimento (tramite la flotta) all'esercito imperiale, ma i centri conquistati potevano essere utilizzati anche per logorare l'esercito nemico assediante con piccole sortite fuori le mura.
La tattica del generale Narsete, utilizzata nel 552-554 e basata sulla guerra di movimento, era completamente agli antipodi rispetto a quella forse eccessivamente prudente di Belisario, evitando di perdere tempo nell'assedio dei centri fortificati di importanza secondaria e cercando piuttosto la conclusione rapida del conflitto mediante l'annientamento dell'esercito nemico in grandi scontri in campo aperto. Quando giunse in Italia, nel 552, andò subito a scontrarsi con Totila in campo aperto senza assediare alcuna città; successivamente, dopo aver recuperato Roma, combatté un altro grande scontro campale con Teia, annientando l'esercito goto. Solo dopo aver annientato l'esercito dei Goti in queste due battaglie campali Narsete procedette ad assediare le città ancora in mano nemica che rifiutavano la resa.

### Regno ostrogoto
Il regno ostrogoto nel 537 poteva contare probabilmente su 30 000 soldati, stima degli studiosi moderni che hanno ritenuto non credibile ed esagerata la cifra di 150 000 soldati fornita da Procopio. A causa delle sconfitte subite, il numero si assottigliò a circa 1 000 soldati nel 540. L'ascesa di Totila e la discordia tra i generali imperiali in seguito alla partenza di Belisario risollevò l'esercito goto, che già nel 542 poteva contare su 5 000 soldati. A causa della politica di affrancamento dei servi (che poi venivano arruolati nell'esercito goto) attuata da Totila e dell'accoglimento dei disertori imperiali, l'esercito ostrogoto si accrebbe di molto, fino a raggiungere i 15 000 soldati nel 552. Le sconfitte inflitte da Narsete nel 552 portarono tuttavia alla rapida disgregazione dell'esercito goto. Si ignora l'effettivo numero delle armate franco-alemanne che nel 553-554 invasero la Penisola accorrendo in soccorso delle ultime sacche di resistenza ostrogota: Agazia riporta la non attendibile cifra di 75 000 guerrieri, troppo elevata per essere reputata credibile.
L'esercito goto era costituito prevalentemente da cavalieri, anche se esistevano alcuni reggimenti di fanteria. La loro cavalleria era corazzata e usava in battaglia spada e lancia. L'esercito goto era relativamente inferiore a quello bizantino, soprattutto per quanto riguarda la flotta e le tattiche negli assedi. Nella prima fase del conflitto i Goti mostrarono più volte di non padroneggiare appieno le macchine e le tattiche di assedio, errori che spesso risultarono in insuccessi e in perdite consistenti. Nonostante l'iniziale superiorità numerica dei Goti sui Bizantini, l'uso sapiente dei centri fortificati da parte di questi ultimi, oltre alla loro abilità nello scagliare frecce da cavallo, permise loro di logorare le forze assedianti gotiche, che subivano perdite consistenti negli assalti e in piccoli scontri fuori le mura. Per quanto riguarda la flotta, quella ostrogota era molto inferiore rispetto a quella imperiale e nella prima fase del conflitto non poté impedire a quest'ultima di rifornire i soldati e le città assediate. Totila, quando ascese al trono nel 541, comprese gli errori tattici dei suoi predecessori e cercò di non ripeterli, evitando per quanto possibile gli assalti alle mura e costringendo le città alla resa per fame. Inoltre, una volta conquistata una città, ne abbatteva le mura, per evitare di doverla assediare di nuovo se i Bizantini se ne fossero nuovamente impadroniti e per costringere il nemico alla battaglia campale; inoltre, resosi conto dell'importanza della flotta (che i suoi predecessori avevano trascurato), la potenziò al punto che iniziò ad essere una seria minaccia per quella imperiale. La flotta ostrogota fu determinante negli assedi di Napoli e di Roma e nella temporanea conquista ostrogota di Sicilia, Sardegna e Corsica, e iniziò persino a compiere incursioni piratesche nell'Illirico e in Dalmazia, anche se si dimostrò ancora inferiore a quella imperiale in una battaglia navale al largo di Senigallia, dove subì pesanti perdite.

## Fasi della guerra

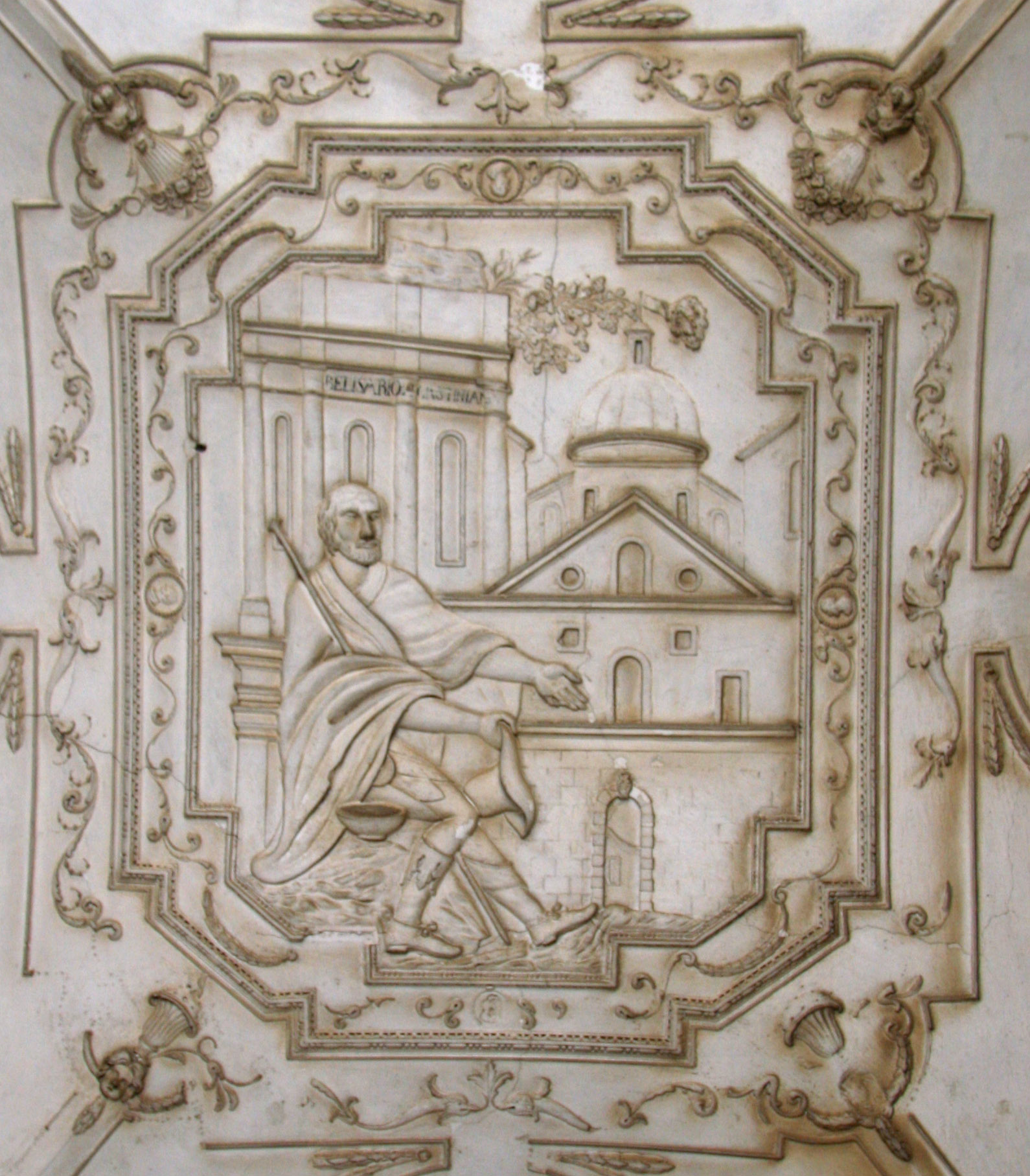
Rappresentazione di Belisario a Palazzo Beneventano del Bosco, a Siracusa.

### Conquista della Sicilia e della Dalmazia (535-536)
Cogliendo come casus belli l'assassinio di Amalasunta (secondo uno schema già collaudato contro i Vandali di Gelimero in Africa), nel 535 Giustiniano incaricò il generale Belisario (console per quell'anno) di dirigere le operazioni contro i Goti. Ancora una volta, Belisario ricevette pieni poteri, come conferma anche il fatto che Procopio lo definisca strategos autokrator (che potrebbe essere tradotto con "generalissimo"). Belisario salpò per l'Italia alla testa di 7 200 cavalieri e di 3 000 fanti. Belisario ricevette l'ordine da Giustiniano di fingere che la propria flotta fosse in realtà diretta a Cartagine, ma, una volta giunto in prossimità della Sicilia, avrebbe dovuto simulare uno sbarco tecnico sull'isola; una volta sbarcato, avrebbe dovuto tentare di conquistare l'isola e, in caso di fallimento, reimbarcarsi per Cartagine.
Il generale bizantino conquistò in breve tutta la Sicilia. In particolare, la conquista di Palermo venne raggiunta grazie ad un'astuzia: le scialuppe vennero issate con funi e carrucole fino alla cima degli alberi delle navi, e furono stipate di arcieri, che da quella posizione dominante sovrastavano le mura della città. Entrato a Siracusa, Belisario, per celebrare il suo ultimo giorno da console, distribuì medaglie d'oro alla plebe che lo aveva accolto da liberatore. Belisario svernò a Siracusa, nel palazzo degli antichi tiranni della città.
Sempre nel 535 la Dalmazia fu invasa e conquistata da un'armata imperiale sotto il comando del generale Mundo, ma i Goti contrattaccarono e in una schermaglia nei pressi della capitale Salona ebbero la meglio uccidendo il generale bizantino Maurizio, figlio di Mundo. Addolorato per la perdita del figlio, Mundo cercò la vendetta in battaglia, nella quale stava riportando la vittoria, al punto di mettere in rotta i nemici, ma lanciandosi al loro inseguimento accecato dall'ira, venne ucciso da uno dei fuggiaschi. Così l'inseguimento ebbe fine ed entrambi gli eserciti si ritirarono.
Nel frattempo il Re dei Goti Teodato, poco incline alla guerra, inviò Papa Agapito I a Costantinopoli per negoziare la pace, ma la missione diplomatica del pontefice (che si spense nella capitale bizantina nella primavera del 536) ebbe successo solo dal punto di vista religioso (convincendo Giustiniano ad abbandonare la politica di compromesso con gli eretici monofisiti). In un primo momento, nel corso delle negoziazioni con gli ambasciatori bizantini a lui inviati per trattare la pace, il sovrano ostrogoto si era mostrato addirittura disposto a cedere l'Italia intera ai Bizantini in cambio di una pensione di 1 200 libbre d'oro. Tuttavia la notizia del provvisorio successo della controffensiva ostrogota in Dalmazia lo indusse a rivalutare tale scelta rompendo le trattative di pace. La guerra di conseguenza continuò.
Dopo la morte di Mundo, Giustiniano inviò il comes sacri stabuli Costanziano con un esercito per recuperare il controllo di Salona e della Dalmazia: il nuovo generale riuscì nell'intento sottomettendo anche la Liburnia (inverno 535/536).

### Presa di Napoli e Roma (536-537)

Prima fase delle guerre gotiche

Nel giugno 536 cominciò l'invasione bizantina della penisola italiana: Belisario salpò da Messina e fece rotta verso Reggio Calabria, dove era pronto ad attenderlo un esercito goto sotto il comando del genero di Teodato, Ebrimuth, il quale, tuttavia, non oppose resistenza e disertò. Belisario si diresse verso Napoli, non trovando quasi alcuna opposizione durante il suo tragitto: gli abitanti della Calabria, scontenti del malgoverno goto, si arresero facilmente ai Bizantini, adducendo come pretesto il cattivo stato delle mura.
Durante l'assedio di Napoli, Belisario diede udienza ai deputati del popolo, che lo esortarono a cercare il re goto, vincerlo, e dopo rivendicare come proprie Napoli e le altre città, invece di perdere tempo ad assediarla. Il discorso non convinse Belisario che, sulla base della propria strategia militare, era ben deciso a conquistare tutte le fortezze lungo il tragitto, per non lasciarsi eserciti ostili alle spalle. Dopo il fallimento delle negoziazioni, Belisario procedette all'assedio, tagliando l'acquedotto; ma la città, dotata di buone mura, resistette a numerosi assalti, in cui l'esercito bizantino subì perdite non trascurabili. Dopo venti giorni di assedio, Belisario, impaziente di marciare contro Roma, era sul punto di rinunciare alla presa di Napoli, quando un suo soldato isaurico lo informò della possibilità di aprirsi un passaggio per entrare in città attraverso l'acquedotto; fu con tale espediente che la notte successiva 400 soldati bizantini penetrarono in città e aprirono le porte ai loro compagni. Nel conseguente saccheggio e massacro si distinsero per efferatezza gli alleati Unni; Belisario, però, riuscì a fermare la strage in corso, consentendo ai suoi soldati di impadronirsi di tutto l'oro e l'argento della città, premio per il loro valore, ma ordinando loro di risparmiare gli abitanti, che erano cristiani come loro. I napoletani uccisi prima che le parole di Belisario riuscissero a fermare i soldati dovettero essere comunque molti, se si vuole prestare fede a una tarda fonte che sostiene che, in seguito al sacco, la città dovette essere ripopolata con persone provenienti dall'Africa, dalla Sicilia e dall'Italia Meridionale.
Nel frattempo i Goti di Roma e della provincia di Campania, delusi per l'inazione di Teodato, lo detronizzarono e lo uccisero, eleggendo come suo successore Vitige, un guerriero distintosi nelle campagne militari contro i Gepidi. Il nuovo sovrano si recò nel Nord Italia per negoziare una pace con i Franchi ai quali cedette la Provenza. Nel frattempo Belisario, dopo aver fatto fortificare Cuma e Napoli, si diresse verso Roma dove, nel dicembre 536, venne acclamato come un liberatore, e gli furono aperte le porte nonostante la presenza della guarnigione ostrogota in città. Il capitano della guarnigione gota, Leutari, venne inviato a Costantinopoli per consegnare le chiavi della Città Eterna a Giustiniano. La liberazione di Roma dai Goti venne festeggiata con i Saturnalia, e ad essa fecero subito seguito la sottomissione di città come Narni, Perugia e Spoleto.

### Assedio di Roma (537-538)
Belisario era tuttavia consapevole che ben presto avrebbe dovuto subire la controffensiva gota, condotta da re Vitige, volta a riconquistare la Città Eterna. Il generale, una volta insediatosi nella Domus Pinciana, all'estremo nord di Roma, diede subito l'ordine affinché venissero rinforzate le fortificazioni della città e prese provvedimenti affinché l'Urbe fosse rifornita di grano dalla Sicilia. Nel frattempo Vitige, con il grosso del proprio esercito (Procopio fornisce la cifra iperbolica e inattendibile di 150 000 soldati, mentre in realtà probabilmente disponeva solo di circa 30 000 uomini), si diresse verso Roma per stringerla d'assedio. Belisario richiamò allora i due generali inviati in Tuscia, Bessa e Costantino, ordinando loro di evacuare tutte le fortezze di quella regione ad eccezione di Narni, Spoleto e Perugia - essenziali per il controllo della Via Flaminia - e di ritornare a Roma.
Belisario, inoltre, tentò di rallentare l'avanzata di Vitige facendo edificare, in corrispondenza del ponte Salario, un forte la cui guarnigione tuttavia fuggì all'arrivo del nemico. Il giorno successivo Belisario, dirigendosi verso il ponte ignaro di tutto, si imbatté nell'esercito ostrogoto; seguì uno scontro tra cavallerie, da cui Belisario e le truppe al suo seguito, in netta inferiorità numerica, fuggirono, cercando di trovare riparo a Roma; tuttavia i soldati a difesa delle mura dell'Urbe non riconobbero il loro generale, anche perché si era diffusa la voce infondata della sua morte in battaglia, e non gli aprirono le porte. Belisario allora, con i pochi soldati a disposizione, caricò il nemico, che, nella convinzione che fossero uscite nuove truppe dalla porta, batté in ritirata; Belisario fu infine riconosciuto e gli furono aperte le porte. Il generale passò tutta la notte successiva ad allestire le difese della città, in vista dell'assedio nemico che sarebbe cominciato il giorno successivo.
I Goti, essendo in numero insufficiente a bloccare completamente la città, non circondarono completamente l'intero circuito delle mura, ma costruirono sette accampamenti, di cui uno sul lato occidentale del Tevere e gli altri sei a est del fiume. Procedettero poi a tagliare i quattordici acquedotti che rifornivano l'Urbe di acqua. Essendo in inferiorità numerica (5 000 bizantini contro 30 000 goti), Belisario decise di attuare la sua tattica preferita, ovvero evitare di affrontare per quanto possibile in uno scontro aperto il nemico ma piuttosto rinserrarsi in una fortezza ben protetta e logorare il nemico assediante conducendo azioni di guerriglia. La tattica funzionò e nel 18º giorno di assedio un assalto alle mura da parte dei Goti fu respinto infliggendo al nemico pesanti perdite; da quel momento in poi i Goti non osarono più assaltare le mura, preferendo piuttosto cercare di spingere il nemico alla resa per fame, bloccando i rifornimenti alla città assediata con l'occupazione di Porto (il porto di Roma). La superiorità della flotta imperiale su quella gota permise comunque alla città di ricevere comunque rinforzi e rifornimenti anche nei momenti peggiori.
Durante l'assedio della città il popolo patì la fame e la carestia per il progressivo esaurirsi delle riserve di cibo; Belisario cercò di fare quello che poté per soddisfare i bisogni dei Romani ma rigettò con disdegno la proposta di capitolare al nemico. Prese delle severe precauzioni per assicurarsi la fedeltà dei suoi uomini: cambiava due volte al mese gli ufficiali posti a custodia delle porte della città, ed essi venivano sorvegliati da cani e da altre guardie per prevenire un eventuale tradimento. Quando venne intercettata una lettera che assicurava al re dei Goti che la Porta Asinaria sarebbe stata segretamente aperta alle sue truppe, Belisario bandì numerosi senatori e convocò nel suo ufficio (Palazzo Pinciano) papa Silverio e gli comunicò che per decreto imperiale non era più Papa e che era stato condannato all'esilio in Oriente. Al posto di Silverio venne nominato papa Vigilio, che aveva comprato la nomina a Papa per 200 libbre d'oro.  Belisario, nel fare ciò, obbediva agli ordini dell'imperatrice Teodora che voleva un Papa contrario alle tesi propugnate al Concilio di Calcedonia.
Belisario chiese urgentemente all'Imperatore nuovi rinforzi in quanto le truppe che aveva non erano sufficienti per portare a termine la riconquista dell'Italia. Giustiniano rispose alle richieste del suo generale inviando in Italia 1 600 mercenari tra slavi e unni, sotto il comando dei generali Martino e Valente; in seguito vennero inviati anche 3 000 isauri e più di 2 000 cavalli, e tutti questi rinforzi si riunirono a Roma. Sentendosi più sicuro, Belisario continuò ad attuare la sua tattica di logoramento, inviando di volta in volta piccoli reggimenti di arcieri a cavallo fuori le mura a combattere brevi scontri con il nemico, raccomandando loro di tenersi a distanza dal nemico usando solo frecce e di tornare entro le mura non appena queste fossero finite. Grazie alla superiorità degli arcieri a cavallo bizantini, contro i quali i mal equipaggiati e appiedati arcieri goti non potevano competere, i Bizantini uscirono complessivamente vincitori nei 69 combattimenti svoltisi fuori le mura nel corso dell'assedio.
I Goti, successivamente, bloccarono la via Appia e la via Latina nel tentativo di impedire l'arrivo di rifornimenti alla città assediata. Nonostante i Romani, oppressi dalla fame, pregassero il generale di affrontare i Goti in campo aperto per porre fine all'assedio e, con esso, alle loro sofferenze, Belisario si mantenne fermo nel suo proposito di non tentare azioni rischiose, conscio che ben presto sarebbero giunti da Bisanzio nuovi rinforzi. Per risolvere il problema del cibo, inviò il suo segretario Procopio a Napoli con l'incarico di procurarsi alimenti da trasportare nella Città Eterna, missione che ebbe successo e non fu ostacolata dai Goti. La mancata opposizione dei Goti fece comprendere a Belisario che anch'essi erano esausti per il lungo assedio, per cui decise di adoperare una nuova tattica: diede ad alcuni suoi soldati il compito di assalire i convogli dei Goti e prese altre misure per fare in modo che «credessero di essere assediati non meno dei loro nemici». Ben presto anche i Goti soffrirono la fame e furono colpiti da una carestia. Nel frattempo ulteriori rinforzi raggiunsero Roma, ingrossando le file dell'esercito di Belisario.
I Goti decisero di negoziare allora la pace, proponendo ai Bizantini la cessione della Sicilia in cambio della fine delle ostilità. Belisario, pur rifiutando le offerte dei Goti, permise ai loro ambasciatori di parlare con Giustiniano, che concesse una tregua di tre mesi durata poi per tutto l'inverno.
Durante la tregua, i Goti si comportarono in maniera sleale tentando invano di penetrare con l'inganno nell'Urbe, dapprima attraverso un acquedotto, successivamente con l'aiuto di traditori. Per rappresaglia Belisario ordinò al generale Giovanni, nipote di Vitaliano, di conquistare il Piceno, provincia che conteneva molte ricchezze e che era stata sguarnita dai Goti per tentare la presa di Roma. Belisario aveva raccomandato espressamente a Giovanni di conquistare tutte le fortezze che incontrava per la via, in modo da non lasciarsi eserciti ostili alle spalle, ma Giovanni non condivideva la tattica consueta di Belisario, basata sulla guerra di posizione, e fece di fatto di testa sua: era consapevole che se avesse conquistato con una rapida sortita la città di Rimini, a solo un giorno di marcia dalla capitale ostrogota Ravenna, Vitige molto probabilmente avrebbe levato l'assedio della Città Eterna, per non correre il rischio che la propria capitale venisse conquistata dai Bizantini. Per tali motivi, Giovanni marciò direttamente su Rimini e la espugnò, senza curarsi di sottomettere tutte le fortezze lungo la via. Vitige, venuto a conoscenza che Giovanni aveva conquistato il Piceno e concentrato le sue ricchezze nelle mura di Rimini, decise di togliere l'assedio a Roma. Dopo un anno e nove giorni di assedio, i Goti si ritirarono dalle mura della Città Eterna.

### Distruzione di Milano e conquista di Ravenna

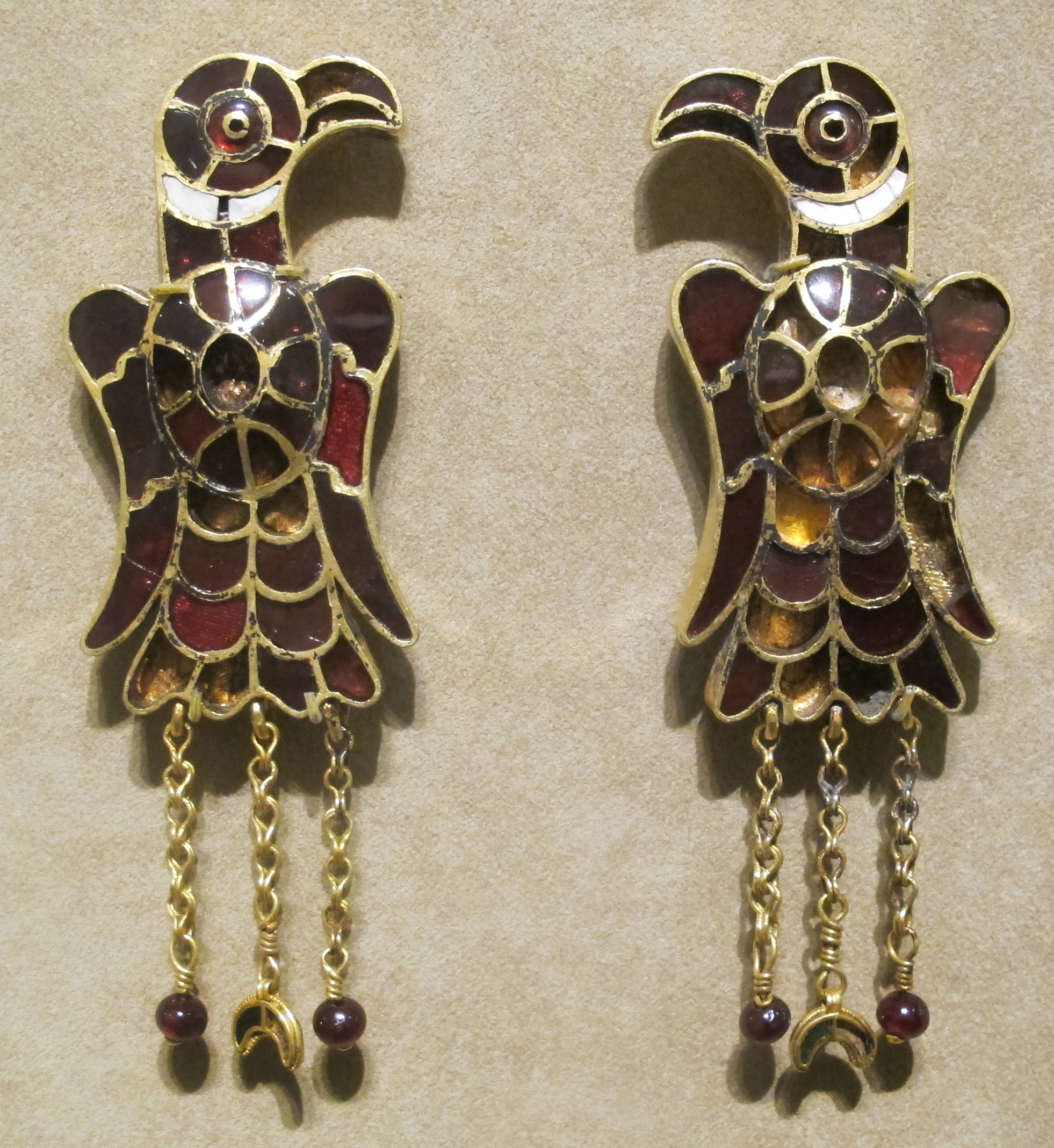
Orecchini ostrogoti, Metropolitan Museum of Art, New York.

Durante l'assedio di Roma Belisario aveva ricevuto dei Romanici provenienti da Milano che chiesero al generale di inviare truppe nella provincia di Liguria (corrispondente grossomodo alla regio XI Transpadana) per strapparla ai Goti. Belisario accettò e durante la tregua di tre mesi inviò un contingente di un migliaio di uomini a sottomettere la provincia: sbarcati a Genova, i Bizantini, dopo aver battuto i Goti a Pavia, si impadronirono in breve tempo dell'intera provincia, compresa Milano, ma non riuscirono a prendere Pavia, dove si era arressagliata gran parte dell'esercito goto. Vitige tuttavia reagì prontamente mandando un esercito ad assediare Milano; ben presto giunsero in sostegno dei Goti diecimila guerrieri burgundi inviati dal re dei Franchi Teodeberto I, che decise prudentemente di non impiegare direttamente i guerrieri del suo popolo nel conflitto dato che aveva stretto degli accordi con Giustiniano.
Vitige al contempo inviò un esercito ad assediare Rimini, che era stata conquistata da Giovanni: errori di tattica impedirono tuttavia ai Goti di impadronirsi della città, mentre ben presto, nell'estate del 538, sbarcò nel Piceno un nuovo esercito imperiale di 7 000 uomini condotto dall'eunuco Narsete. Questi andò subito in attrito con Belisario: il generalissimo riteneva infatti prioritario espugnare Osimo, mentre l'eunuco al contrario intendeva salvare dall'assedio goto l'amico e generale Giovanni; alla fine Belisario cedette, e l'esercito bizantino marciò in direzione di Rimini, che venne liberata dall'assedio goto.
Dopo il salvataggio di Giovanni, Belisario decise di inviare un contingente per liberare Milano, anch'essa assediata dai Goti. Tuttavia, nuovi contrasti con Narsete gli impedirono di attuare questa decisione: infatti il generale eunuco riteneva più opportuno dare la precedenza alla sottomissione dell'Emilia, in modo da avvicinarsi alla capitale gota Ravenna. Nel tentativo di ricondurlo all'ordine, Belisario gli mostrò una lettera di Giustiniano che confermava Belisario al comando supremo dell'esercito:
(Procopio di Cesarea, De Bello Gothico, II, 18.)
Narsete, tuttavia, prese a pretesto l'ultima frase della lettera per disobbedire a Belisario ogniqualvolta riteneva che non stesse agendo a vantaggio dell'Impero. Dunque il generale eunuco partì con i soldati a lui fedeli per l'Emilia, che venne rapidamente conquistata, mentre Belisario assediava Osimo e Urbino. La rivalità tra Belisario e Narsete ebbe quindi l'effetto di generare divisioni nell'esercito, con una fazione dalla parte di Belisario e un'altra dalla parte di Narsete, rendendo più difficoltosa la conquista dell'Italia.
A pagare le conseguenze di questa rivalità furono i cittadini di Milano, che, assediati da 30 000 Goti guidati da Uraia (rinforzati da contingenti burgundi) e difesi solamente da una guarnigione di 800 uomini al comando di Mundila, furono costretti per fame a capitolare; Mundila fu spedito a Rimini, ma i cittadini milanesi furono in gran parte trucidati e la città saccheggiata e devastata (marzo 539). Dopo la distruzione di Milano, i Burgundi abbandonarono di nuovo la penisola con un ricco bottino, mentre a Costantinopoli Giustiniano, comprendendo come fosse deleteria la rivalità tra Belisario e Narsete, decise di richiamare l'eunuco a Costantinopoli ridando così a Belisario il completo controllo dell'esercito.
Nel frattempo Belisario, prima di marciare alla volta di Ravenna, decise di espugnare le fortezze di Osimo e di Fiesole, sempre in virtù della sua tattica fondata sulla guerra di posizione. Forse intuendo la mossa del generale bizantino, Vitige aveva con previdenza munito Osimo di una guarnigione considerevole, al fine di rallentarne l'avanzata su Ravenna, e in effetti l'assedio si protrasse per parecchio (dal maggio al novembre 539). Si narra che durante l'assedio di Osimo Belisario rischiò di perdere la vita, ma si salvò grazie al gesto eroico di un soldato che si frappose tra Belisario ed un dardo scoccato in direzione del generale bizantino, rimettendoci una mano.
Mentre l'assedio di Osimo era ancora in corso, i Franchi invasero improvvisamente la penisola con l'intento di impadronirsene in buona parte approfittando dell'indebolimento delle due contendenti. Condotti da Teodeberto in persona, valicarono le Alpi senza trovare resistenza armata da parte dei Goti, convinti che fossero venuti in loro aiuto. Una volta attraversato il Po nei pressi di Pavia, tuttavia, i Franchi svelarono le loro reali intenzioni aggredendo proditoriamente i Goti di Pavia, le cui mogli e figli furono rapiti e sacrificati alle divinità pagane. L'esercito goto attaccato proditoriamente dai Franchi fu costretto a ripiegare in direzione di Ravenna; nel corso della ritirata attirarono l'attenzione di un esercito bizantino che, convinto che fossero stati messi in rotta da Belisario, avanzò inavvertitamente verso i Franchi, venendo poi anch'esso sconfitto dall'esercito di Teodeberto. Quando Belisario fu informato dell'invasione dei Franchi, scrisse una lettera a re Teodeberto, accusandolo di aver violato i trattati precedenti e intimandogli di ritirarsi dall'Italia. Nel frattempo, tuttavia, i Franchi furono colpiti da un'epidemia di dissenteria, che sterminò un terzo del loro esercito, costringendoli a lasciare l'Italia, cosa che fecero non prima di aver messo a sacco Genova.
Dopo aver conquistato tutte le fortezze lungo il cammino, Belisario attaccò nel 540 Ravenna, capitale degli Ostrogoti; nel corso dell'assedio della città, tuttavia, un'ambasceria franca si recò a Ravenna per proporre ai Goti un'alleanza in funzione anti-bizantina in cambio di alcune cessioni di territori ai Franchi; Belisario reagì inviando un'ambasceria presso Vitige avvertendoli di diffidare dai Franchi, un popolo la cui fedeltà era alquanto dubbia, come avevano dimostrato del resto i saccheggi dell'anno precedente ai danni degli stessi Goti. La mossa ebbe effetto e gli ambasciatori franchi furono congedati tornando a mani vuote. Gli assediati Goti avviarono trattative con Belisario che tuttavia continuò a bloccare l'introduzione delle provviste in Ravenna e, per mezzo di traditori, provocò anche l'incendio del magazzino pubblico di grano della città.
Nel frattempo erano arrivati da Costantinopoli due senatori, Domenico e Massimino, inviati dall'Imperatore per negoziare la pace con i Goti. Il trattato proposto dall'Imperatore stabiliva che questi ultimi avrebbero ceduto ai Bizantini solo l'Italia a sud del fiume Po mentre l'Italia a nord del Po sarebbe rimasta in loro possesso. Vitige e i Goti accettarono immediatamente le condizioni proposte. Quando gli ambasciatori tornarono nell'accampamento bizantino, tuttavia, Belisario rifiutò di ratificare il trattato; il generalissimo, infatti, era contrario alle condizioni proposte dall'Imperatore, essendo determinato a condurre Vitige in catene ai piedi di Giustiniano. Tale rifiuto insospettì Vitige, che cominciò a considerare l'ipotesi che le trattative fossero una trappola, e rifiutò di rispettare le condizioni del trattato se queste non fossero state ratificate da Belisario.
Nel frattempo la carestia all'interno della città cominciò ad accrescere il malcontento dei Goti nei confronti del loro sovrano. I nobili goti ebbero allora l'idea di proporre a Belisario di diventare loro sovrano, in qualità di Imperatore d'Occidente, carica rimasta vacante fin dai tempi di Romolo Augusto. Belisario fece finta di accettare la proposta, allo scopo di farsi aprire le porte con la promessa che sarebbe stato incoronato successivamente; entrato nella città, ordinò che Vitige fosse fatto prigioniero ed inviato con sua moglie a Costantinopoli. Approfittando della convinzione da parte dei Goti che Belisario sarebbe presto diventato loro sovrano, il generale ottenne la sottomissione spontanea delle fortezze gote nel Veneto; successivamente ripartì con Vitige, il tesoro del sovrano e i prigionieri per Costantinopoli, deludendo i Goti convinti che il generale avrebbe mantenuto la promessa di diventare loro sovrano.
I Goti nominarono allora re Ildibaldo, mentre Belisario, tornato a Costantinopoli, fu accolto freddamente da Giustiniano che non volle decretargli il trionfo (come, invece, era avvenuto in occasione del ritorno vittorioso dalla guerra vandalica) e non permise che il tesoro di Teodorico il Grande venisse esposto al pubblico, riservando a sé il diritto di conservarlo ed ammirarlo. Probabilmente l'offerta dei Goti a Belisario aveva suscitato sospetti sulla sua fedeltà nella mente di Giustiniano, il quale decise allora di trattenerlo in Oriente, anche perché la sua presenza era decisiva per respingere i Persiani i quali nel 540 avevano vittoriosamente invaso le terre orientali dell'Impero, dando alle fiamme l'importante città di Antiochia.

### Ascesa di Totila
L'assenza di Belisario dall'Italia e i dissensi fra i vari generali bizantini permisero ai Goti di riorganizzare le loro forze in Italia settentrionale, sulla scia del successo avuto a Milano. Poco tempo dopo la partenza di Belisario, l'imperatore Giustiniano, per aumentare la pressione fiscale nella penisola, inviò un rapace esattore fiscale: Alessandro, detto Forficula ("forbicina") per la sua abilità nel rifilare i bordi delle monete d'oro. Insediatosi a Ravenna, questi si attirò le antipatie dei romani e dei soldati imperiali stessi con un avido fiscalismo e la riduzione del soldo. Nel corso del 540, nella generale inazione dei comandanti imperiali, solo il generale Vitalio prese l'iniziativa, venendo però sconfitto nei pressi di Treviso da re Ildibaldo. Quest'ultimo fu assassinato nel corso del 541, e il suo successore, il rugio Erarico, avviò dei negoziati con l'Impero, inviando degli ambasciatori a Costantinopoli: Erarico si dichiarò ufficialmente disposto ad accettare la pace soltanto a condizione che ai Goti fosse concesso di conservare l'Italia a nord del Po, ma in realtà gli ambasciatori ricevettero l'ordine segreto di riferire a Giustiniano che, in cambio del titolo di patrizio e di denaro, Erarico sarebbe stato disposto a rinunciare al trono e a cedergli l'Italia intera. Prima che le trattative potessero andare in porto, tuttavia, Erarico, tacciato di inettitudine e sospettato di tradimento, fu assassinato da quella frangia dei Goti contraria alla sua elevazione al trono e alla sua politica rinunciataria. Questi acclamarono Badùila (passato alle cronache come Totila, "l'immortale"), capo della guarnigione di Treviso, come loro nuovo condottiero, dopo che questi si era mostrato d'accordo con l'assassinio del predecessore.
Totila capì subito gli errori commessi da Vitige ed evitò di impegnarsi in estenuanti assedi, in cui i Bizantini potevano avere la meglio. Anche per questo motivo, quando conquistava delle città, ne abbatteva le mura, per evitare che i Bizantini, nel caso fossero riusciti a riconquistarle, si rinserrassero dentro di esse costringendo il re goto a un altro assedio. Inoltre, resosi conto dell'importanza della marina militare (che i suoi predecessori avevano trascurato), allestì una potente flotta in grado di intercettare le navi nemiche e saccheggiare i territori dell'Impero. Il re goto si rese poi conto che la guerra non poteva essere vinta senza l'appoggio delle genti italiche, che erano in massima parte favorevoli ai Bizantini: non potendo però avere il sostegno dei latifondisti e dei patrizi locali (in gran parte legati all'Impero), cercò e in parte ottenne l'appoggio delle popolazioni rurali, impegnandosi in una riforma agraria di stampo egualitaristico in base alla quale i grandi latifondisti venivano espropriati dei loro terreni e i servi venivano affrancati per entrare in massa nell'esercito di Totila. Per lo stesso scopo cercò di essere il meno brutale possibile con le popolazioni civili sottomesse.

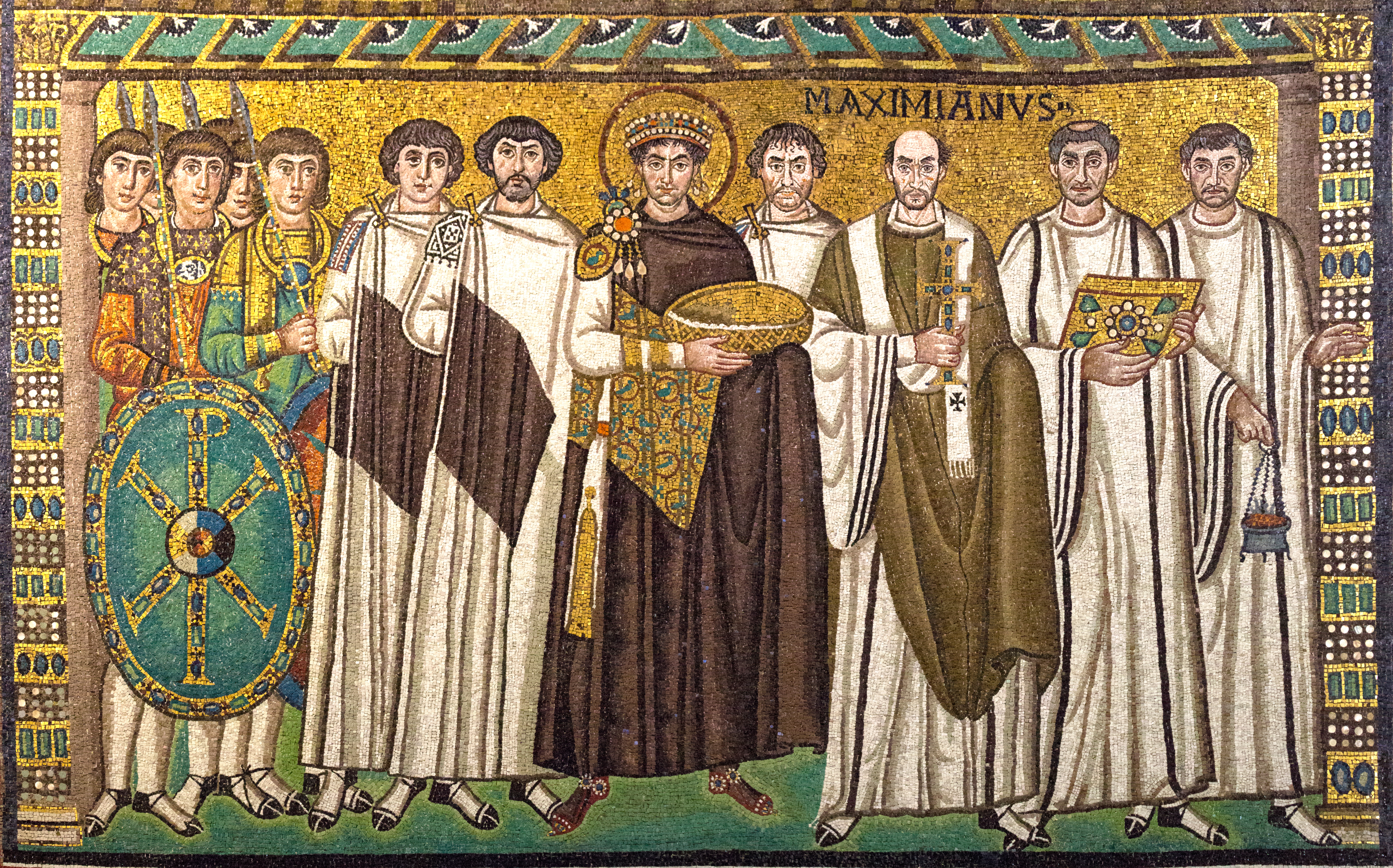
Giustiniano, mosaico nella chiesa di San Vitale a Ravenna.

Nel frattempo, su pressioni di Giustiniano, verso la fine del 541 i comandanti imperiali decisero di sferrare l'offensiva finale al regno goto: il loro piano era quello di espugnare Verona e poi annientare in battaglia Totila. In un primo momento i Bizantini riuscirono a far penetrare a notte fonda, grazie all'aiuto di un traditore, una forza di 100 uomini in città al comando dell'armeno Artabaze. I Goti, ritenendo erroneamente che si trattasse dell'intero esercito, fuggirono da Verona accampandosi su una altura dinanzi alla cinta muraria, da cui era possibile osservare gli avvenimenti all'interno di essa; nel frattempo, i generali bizantini, invece di far entrare subito il resto dell'esercito in città, si attardarono a discutere sulla spartizione del bottino, per cui all'alba i Goti si resero conto dello scarso numero di nemici entro le mura, fecero ritorno in città per la stessa porta dalla quale erano fuggiti e la rioccuparono, uccidendo gran parte dei nemici e costringendo il resto a gettarsi dalle mura per scampare al massacro, per cui solo una piccola parte dei 100 bizantini penetrati in città riuscì a mettersi in salvo, tra cui lo stesso Artabaze. L'esercito bizantino si ritirò a Faenza. Totila, avutane notizia, andò ad affrontare i Bizantini proprio lì dove si erano ritirati ed ottenne, nonostante l'inferiorità numerica, un'altra vittoria nella Battaglia di Faenza (542). Rinvigorito dal successo, il re goto tentò l'assedio di Firenze ma, alla notizia dell'arrivo di un forte esercito imperiale, prese la decisione di abbandonare l'assalto della città e di dirigersi nella valle del Mugello dove si scontrò con l'esercito imperiale. La scarsa coordinazione tra i comandanti imperiali, unita alla falsa notizia diffusasi tra i Bizantini che il loro generale Giovanni fosse morto, favorì una nuova vittoria di Totila, che in estate si impadronì di Cesena, Petra Pertusa, Urbino e San Leo, mentre i comandanti sconfitti nella battaglia del Mugello si rinserrarono nelle loro rispettive fortezze timorosi di affrontarlo. Il re goto scese quindi lungo la Flaminia (pur lasciando in mano bizantina alcune roccaforti come Spoleto e Perugia) e, evitando Roma, penetrò nel Sannio espugnando Benevento e facendone radere al suolo le mura; invase poi la Campania impadronendosi di Cuma e di altre città, e cominciò l'assedio di Napoli; nel frattempo distaccamenti del suo esercito occuparono senza opposizione le province di Lucania et Bruttii e di Apulia et Calabria (seconda metà del 542).
Totila, re di un popolo ariano, rapido nelle decisioni, audace e nemico dei proprietari terrieri (fra cui molti ecclesiastici) fu dipinto a tinte fosche dai membri della Chiesa in Italia, guidata all'epoca da un papa, Vigilio, legato strettamente a Giustiniano che lo aveva posto al soglio pontificio. Papa Gregorio I descrisse poi Totila come un anticristo, e lo stesso San Benedetto (che secondo la leggenda ricevette a Montecassino la visita del re goto poco prima della conquista di Napoli) gli predisse il successo, la conquista di Roma, ma poi la rovina se non si fosse redento dai suoi "propositi delittuosi".
Mentre Totila assediava Napoli, Giustiniano inviò il neoeletto prefetto del pretorio d'Italia Massimino in soccorso della città partenopea, ma quest'ultimo, essendo inesperto negli affari militari e timoroso di affrontare il nemico, si attardò prima nell'Epiro e poi in Sicilia, inviando soccorsi alla città solo dopo molte pressioni e con molti mesi di ritardo; il risultato fu che Totila riuscì a vincere la flotta bizantina e a costringere la città alla resa per fame. Totila fu clemente con i vinti: demolì le mura della città, ma risparmiò e sfamò la popolazione e scortò il presidio bizantino con cavalli e uomini fino a Roma. Il re goto riuscì nel frattempo a inviare al senato e al popolo romano dei messaggi di propaganda in cui contrapponeva i benefici ricevuti dagli Ostrogoti alle vessazioni subite per mano dei rapaci funzionari fiscali imperiali (definiti spregiativamente dei "Greci") esortandoli a passare dalla sua parte. Per tutta risposta i Bizantini espulsero dall'Urbe i sacerdoti ariani, sospettati di essere i latori dei messaggi. Totila mandò parte della sua armata ad assediare Otranto, e con il resto dell'esercito marciò verso Roma. La situazione per l'Impero era ora disperata: Totila, oltre a Napoli, aveva sottomesso molte regioni del sud Italia, aveva accresciuto il proprio esercito con l'accoglimento di prigionieri e di disertori, e si era inoltre accattivato l'appoggio della popolazione, inasprita dall'eccessivo fiscalismo bizantino.

### Il fallimento della controffensiva di Belisario

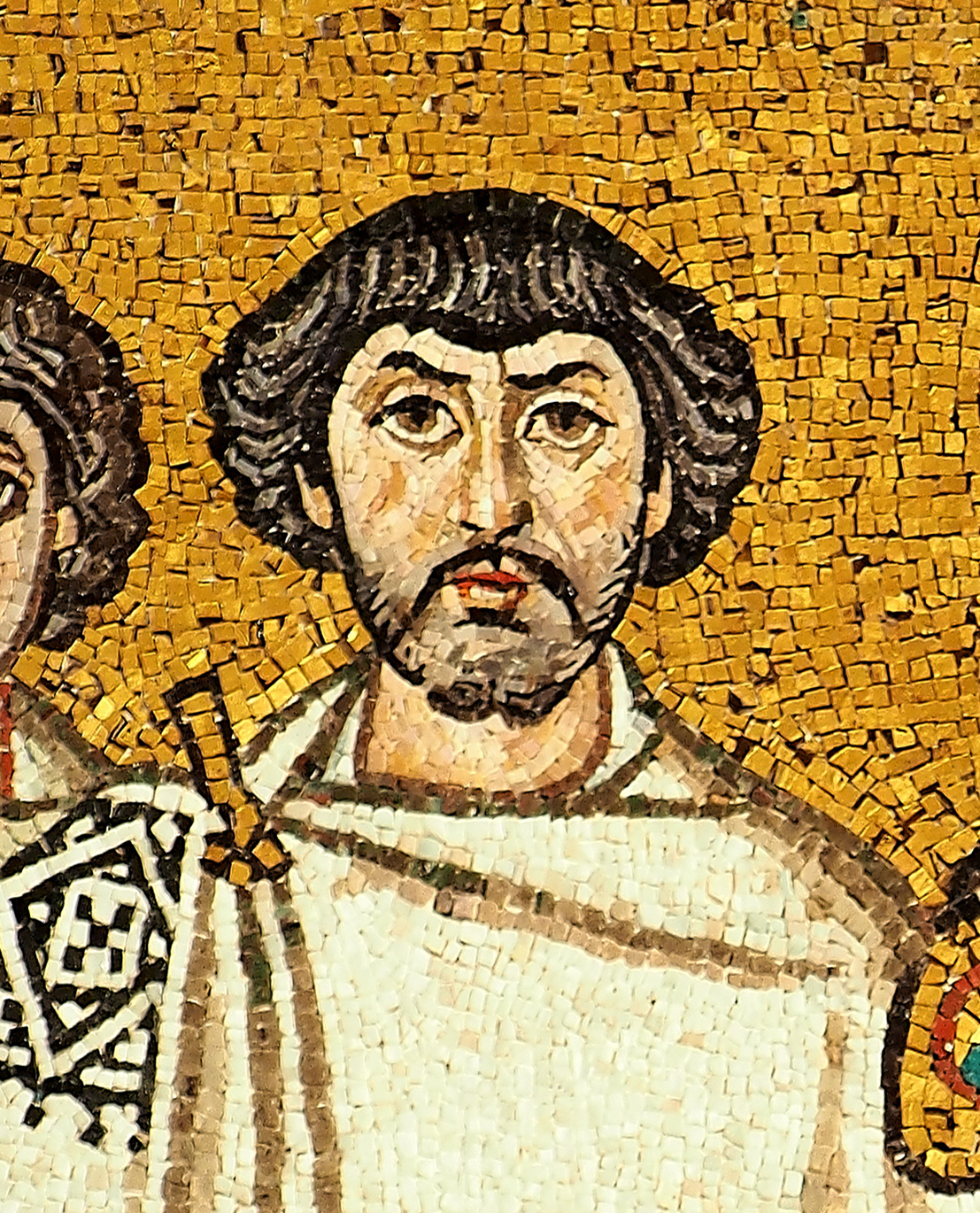
Presunto ritratto di Belisario in un mosaico della Basilica di San Vitale a Ravenna.

Vista la situazione disperata, nel 544 Belisario fu nuovamente inviato in Italia. Anche a causa della guerra contro la Persia ancora in corso, Giustiniano non poté mettere a disposizione di Belisario alcun esercito, ad esclusione delle truppe che già si trovavano in Italia; per tali motivi Belisario aveva dovuto provvedere da sé, di tasca propria, al reclutamento di volontari in Tracia e in Illirico prima di sbarcare in Italia, e in questo modo era riuscito a mettere assieme un esercito di appena quattromila uomini. A pesare sull'esiguo numero di truppe messe a disposizione di Belisario fu anche la sua recente caduta in disgrazia: sospettato di tradimento due anni prima, nel 542, Belisario era stato destituito e privato dei suoi Bucellarii (una sorta di milizia privata al suo soldo) e dei suoi possedimenti. Sfruttando l'amicizia tra sua moglie Antonina e l'imperatrice Teodora, Belisario riottenne gran parte delle proprie ricchezze, e gli fu affidata la guerra in Italia contro Totila. Tuttavia non gli furono restituiti i suoi 7 000 bucellarii, che si erano rivelati decisivi nelle sue vittorie contro Vandali e Ostrogoti, e ciò influì negativamente sulla guerra.
Mentre si trovava ancora a Salona, inviò una flotta, sotto il comando del generale Valentino, a liberare Otranto dall'assedio goto. Valentino riuscì nell'intento, e, dopo aver rifornito la città di provviste sufficienti per un anno, ritornò presso Belisario, che si trovava ancora a Salona. Belisario salpò poi per Pola, dove rimase per qualche tempo. Ivi giunsero cinque spie gote inviate da Totila che si fecero passare per latori di una lettera, ovviamente falsa, di Bono (il comandante del presidio bizantino di Genova) da consegnare a Belisario e nel frattempo ne approfittarono per esaminare l'effettiva consistenza dell'esercito bizantino; una volta congedati dal generale bizantino, che non si era accorto dell'inganno e li aveva incaricati di riferire a Bono che i soccorsi sarebbero arrivati presto, i sedicenti messaggeri tornarono presso Totila informandolo dell'esiguo numero delle truppe sotto il comando di Belisario. Nel frattempo Totila espugnò, grazie al tradimento degli Isauri posti a guarnigione, Tivoli, la cui popolazione venne massacrata insieme al vescovo. Il possesso di Tivoli era fondamentale in vista di un futuro assedio all'Urbe in quanto consentiva di controllare il Tevere e dunque di impedire l'introduzione di provviste via acqua nella Città Eterna.
Nel frattempo Belisario aveva raggiunto Ravenna, dove pose la propria sede, scelta che tuttavia si rivelò erronea finendo con l'influenzare negativamente l'andamento del conflitto, in quanto l'ex capitale dell'Impero d'Occidente era distante sia da Roma che dal Mezzogiorno d'Italia, che occorreva recuperare agli Ostrogoti di Totila. Visto l'esiguo numero di truppe a sua disposizione, Belisario tentò di convincere i disertori bizantini e goti nella regione a ritornare a servire nell'esercito bizantino, ma invano. Inviò inoltre Vitalio con i soldati illirici a conquistare le fortezze dell'Emilia cadute in mano gotica; nonostante alcuni successi iniziali, tuttavia, ben presto i soldati illirici disertarono lamentando un ritardo nella paga e facendo ritorno in patria. Nonostante questa defezione, che indebolì ulteriormente il già esiguo esercito a disposizione di Belisario, Vitalio e Torismunto riuscirono a respingere la controffensiva di Totila e a conservare il possesso delle fortezze riconquistate. Belisario allora inviò rinforzi in soccorso di Osimo, stretta d'assedio da Totila, riuscendo nell'impresa di rifornirla. Belisario riuscì inoltre a restaurare le mura di Pesaro e Fano, che erano state gravemente danneggiate in precedenza da Vitige, nonostante il vano tentativo di Totila di impedirlo.
Totila, tuttavia, passò rapidamente all'offensiva, e cinse d'assedio Fermo e Ascoli. Belisario, non disponendo di truppe sufficienti per accorrere in soccorso delle due città, fu costretto a richiedere all'Imperatore ulteriori rinforzi. Nell'estate del 545 Belisario scrisse all'Imperatore la seguente lettera:
(Procopio, De Bello Gothico, III, 12.)
Con questa lettera Belisario inviò Giovanni presso Giustiniano. Giovanni, tuttavia, invece di tornare subito con i rinforzi, si fermò nella capitale per alcuni mesi, sposando la figlia di Germano Giustino. Nel frattempo Totila, dopo aver espugnato Fermo e Ascoli, ottenne la resa anche di Spoleto e Assisi. Il comandante della guarnigione di Spoleto, Erodiano, acconsentì a consegnare la fortezza ai Goti nel caso non fosse giunto alcun aiuto entro trenta giorni, mantenendo poi la parola; secondo la Storia Segreta di Procopio, Erodiano avrebbe consegnato Spoleto ai Goti per risentimento nei confronti di Belisario, che gli avrebbe chiesto dei soldi giungendo persino a ricattarlo con ogni sorta di minacce. La situazione poi si aggravò ulteriormente con la conquista ostrogota di Chiusi e di Osimo, e, dopo aver di fatto interrotto le comunicazioni tra Roma e Ravenna, Totila procedette a cingere d'assedio la Città Eterna (dicembre 545).
Verso la fine del 545 Belisario lasciò Ravenna e si diresse a Durazzo dove inviò all'Imperatore richieste di rinforzi, e venne qui raggiunto dai generali Giovanni e Isacco intorno al 546; Belisario decise quindi di spingersi via mare a Roma mentre Giovanni sarebbe sbarcato in Calabria e lo avrebbe raggiunto nell'Urbe via terra. Sbarcato a Porto, Belisario rimase lì in attesa di Giovanni ma quest'ultimo, dopo aver recuperato le province di Apulia et Calabria e di Lucania et Bruttii, decise di non spingersi fino a Roma, forse nel timore di essere attaccato dai Goti di stanza a Capua. Secondo la Storia segreta di Procopio il rifiuto di Giovanni di raggiungere Belisario a Roma sarebbe dovuto ai suoi timori di venire assassinato da Antonina, moglie di Belisario ed amica dell'imperatrice Teodora, a sua volta ostile allo stesso Giovanni.
Nel frattempo proseguiva l'assedio ostrogoto di Roma, difesa dal generale Bessa, il quale però si arricchiva a spese della popolazione vendendo le scorte di cibo a carissimo prezzo: di conseguenza la popolazione soffrì la fame e molti, per la disperazione, abbandonarono la città. Belisario da Porto tentò di portare provviste in città cercando di superare con uno stratagemma ingegnoso gli sbarramenti goti piazzati sul fiume Tevere, ma, proprio quando il suo piano stava per funzionare, al generale giunse la notizia che Isace, a cui era stata affidata la difesa di Porto, era stato vinto dai Goti; temendo che Porto, importantissima strategicamente come punto di riparo, fosse stata occupata dai Goti, Belisario ordinò ai suoi uomini di abbandonare il piano e di ritornare in fretta a Porto per cercare di salvarla; quando scoprì che Porto era ancora in mano imperiale e che per un falso allarme aveva fatto fallire il suo piano, tanto fu lo sconforto che Belisario si ammalò. Nel frattempo le truppe isauriche a presidio di Roma aprirono a tradimento le porte della città a Totila, il quale vi fece ingresso il 17 dicembre 546. Le offerte di pace di Totila tramite il prelato Pelagio (futuro papa) furono però rifiutate da Giustiniano che rispondeva di "trattare direttamente con Belisario"; Totila minacciò di distruggere la città ma a fargli cambiare idea giunse una lettera di Belisario che gli intimò di non deturpare la bellezza di Roma. Totila con generosità risparmiò la città e momentaneamente si ritirò da essa, perdendola in tal modo pochi mesi più tardi: dopo aver recuperato Spoleto, Belisario decise infatti di marciare contro Roma, rioccupandola e ricostruendo parzialmente le mura abbattute da Totila. Nonostante non avesse ancora sostituito le porte della città, distrutte dai Goti, riuscì a respingere un primo assalto di Totila che aveva tentato invano di reimpadronirsi della città; ottenuto questo successo, il generale ricostruì le porte e spedì le chiavi della città a Giustiniano.
Nel frattempo Totila, dopo aver risollevato il morale delle proprie truppe, si diresse ad assediare Perugia, mentre in Lucania continuavano le operazioni militari del generale bizantino Giovanni: questi, dopo aver assediato Acerenza, si diresse in Campania con il proposito di liberare i senatori romani tenuti in ostaggio dai Goti, riuscendo nell'intento grazie a una vittoria conseguita nei pressi di Capua; i senatori liberati furono inviati in Sicilia. Totila, informato di ciò, lasciò una piccola parte della sua armata a continuare l'assedio di Perugia e si diresse in Lucania, dove attaccò l'esercito di Giovanni nel cuore della notte: Totila uscì complessivamente vincitore nello scontro ma le tenebre favorirono la fuga dei Bizantini, che subirono in questo modo meno perdite di quanto ne avrebbero potuto subire se si fosse combattuto di giorno. Giovanni riuscì quindi a rifugiarsi a Otranto.
Nel frattempo Belisario scrisse numerose lettere a Giustiniano chiedendo rinforzi, ed alla fine l'Imperatore decise di accontentarlo inviando truppe in Calabria sotto il comando del generale Valeriano (dicembre 547). Belisario partì quindi per raggiungere i rinforzi a Taranto, dopo aver selezionato 900 tra i suoi uomini migliori, 700 cavalieri e 200 fanti; la difesa di Roma venne affidata al generale Conone con il resto dell'esercito. Il cattivo tempo costrinse però Belisario a sbarcare a Crotone per poi ripiegare a Messina.
Nel giugno 548, dopo un lungo viaggio, arrivarono i rinforzi guidati da Valeriano; Belisario quindi, facendo affidamento sull'amicizia tra Antonina e Teodora, inviò sua moglie a Costantinopoli per ottenere dall'Imperatrice ulteriori aiuti: tuttavia al suo arrivo Antonina scoprì che Teodora era morta (28 giugno 548). Con i rinforzi Belisario tentò di liberare Rossano dall'assedio dei Goti ma il suo sbarco venne impedito dal nemico. Il generale decise quindi di tornare a Roma, affidando l'esercito a Giovanni e a Valeriano; costoro tuttavia non riuscirono a impedire la caduta di Rossano in mano ostrogota. Nel frattempo, Belisario venne richiamato a Costantinopoli dall'Imperatore, sembrerebbe su richiesta di Antonina (secondo la Storia Segreta invece fu Belisario stesso a chiedere di ritornare a Costantinopoli). Mentre Belisario era in viaggio per Costantinopoli, Totila espugnava Perugia.
Questo fu il giudizio di Procopio sulla seconda campagna in Italia di Belisario:
(Procopio, Storia Segreta, 8.)

### Presa di Roma

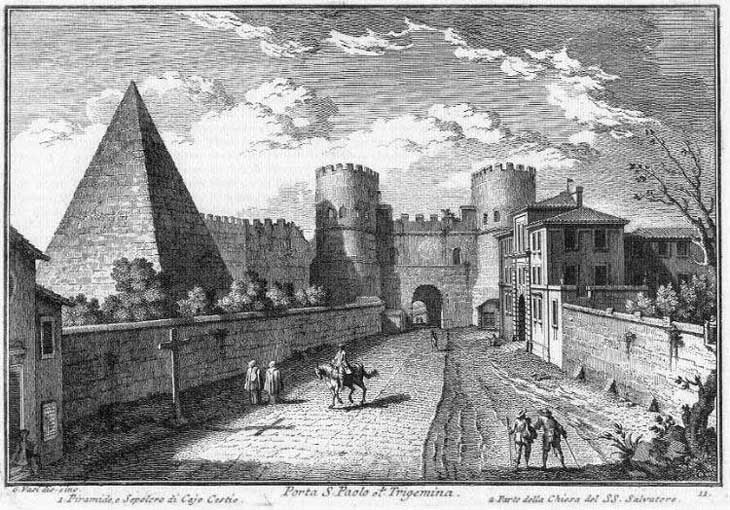
Porta San Paolo nel XVIII secolo. Da qui nel 550 Totila entrò in Roma occupando la città.

Dopo la partenza di Belisario dall'Italia, Giustiniano I, assorto nel tentativo di risoluzione di importanti controversie teologiche (come quella dei Tre Capitoli), continuò a dilazionare l'invio di rinforzi in Italia, malgrado i solleciti in tal senso da parte dei senatori rifugiatisi a Costantinopoli. Nel 549 la flotta ostrogota, condotta da Indulfo (disertore ex bucellario di Belisario), devastò con successo la Dalmazia. In estate, inoltre, Totila assediò nuovamente Roma, difesa da Diogene: questi garantì agli abitanti della città il rifornimento di grano, che venne fatto seminare all'interno delle mura in modo che non soffrissero la fame neanche quando i Goti conquistarono Porto. Tuttavia il tradimento dei malpagati soldati isaurici segnò per l'ennesima volta la capitolazione della città: il 16 gennaio 550 Totila, messosi d'accordo con essi, ordinò a parte dei suoi di suonare le trombe mentre il resto dell'esercito fu posto in prossimità della Porta San Paolo; quando i Bizantini udirono suonare le trombe, accorsero subito verso la zona da dove veniva il suono nella convinzione che i Goti stessero attaccando lì, mentre i traditori indisturbati aprirono la porta San Paolo al nemico. Pochi sopravvissero al massacro dei Goti, anche se parte dei soldati bizantini riuscirono a rinserrarsi nel mausoleo di Adriano, dove resistettero all'assalto goto per due giorni; Totila propose ai soldati bizantini o di andarsene indenni senza armi e cavalli dalla città oppure di entrare nel suo esercito: i soldati, tranne il loro comandante, optarono per la seconda opzione.
Totila, insediatosi a Roma, cercò di non comportarsi da nemico vittorioso dandosi da fare per ripopolarla e portarla all'antico splendore; tuttavia la guerra aveva inferto colpi mortali alla città, con la distruzione di statue e monumenti (utilizzati per gettarli dalle mura contro i nemici oppure per la ricostruzione di chiese o per rinforzare le porte) e il crollo demografico della popolazione (passata da 100 000 abitanti di inizio VI secolo a non più di 30 000 alla fine della guerra gotica). Totila tentò quindi di negoziare la pace con Giustiniano, inviando un messo romano di nome Stefano a Costantinopoli, ma l'Imperatore rifiutò; il re goto decise quindi di mettere alle strette il nemico, espugnando dapprima Civitavecchia e successivamente Taranto e Rimini. Ad aggravare ulteriormente la situazione, già da tempo gran parte dell'Italia a nord del Po era stata occupata dai Franchi.
Giustiniano fu costretto pertanto a lanciare in quello stesso anno (550) una nuova campagna di conquista dell'Italia; era però indeciso se affidare il comando della spedizione al senatore romano Liberio o a Germano Giustino, suo cugino. Mentre Giustiniano ancora indugiava sulla scelta del generalissimo, i Goti, dopo aver rinunciato all'espugnazione di Reggio, nel maggio 550 invasero e saccheggiarono la Sicilia. Per tutta risposta Giustiniano allestì una spedizione di riconquista dell'isola affidandone il comando dapprima a Liberio e poi ad Artabane. Alla fine Giustiniano scelse come generalissimo (stratēgos autokratōr) suo cugino Germano, che ricevette uomini e mezzi ritenuti sufficienti per ottenere una vittoria definitiva su Totila; Germano, per legittimare di fronte ai Goti la restaurazione imperiale, sposò Matasunta, la vedova di Vitige, ma perì prima ancora di giungere in Italia. Il comando dell'esercito venne momentaneamente affidato a Giovanni, e verso la fine del 550 Totila decise di abbandonare la Sicilia per andare ad affrontarlo, lasciando sull'isola solo quattro presidi goti che vennero poi abbandonati un anno dopo.

### Campagne di Narsete e vittoria bizantina

#### 551: preparativi di Narsete e tentativi di negoziazione
Nel 551 Narsete ottenne di nuovo il comando delle operazioni in Italia: radunò un esercito imponente, senza farsi molti scrupoli di arruolare con generosi donativi barbari Unni, Gepidi, Eruli, Longobardi e Persiani fra le sue schiere; l'esercito di Narsete radunatosi a Salona arrivò quindi a comprendere all'incirca 30 000 uomini. Totila reagì ai preparativi di Narsete ripopolando Roma con una parte dei cittadini e dei senatori tenuti in cattività in Campania e affidando agli stessi senatori il compito di provvedere alla difesa dell'Urbe; successivamente ordinò alla flotta gota (di 300 navi) di saccheggiare la Grecia e Corfù, intercettando in questo modo alcuni dei rifornimenti destinati all'esercito di Narsete. Infine decise di conquistare la strategicamente importante città di Ancona, senza però riuscirci in quanto la flotta gota che assediava la città insieme all'esercito terrestre, a causa della relativa inesperienza dei Goti nella guerra in mare rispetto agli imperiali, subì una completa disfatta in una battaglia navale presso Sena Gallica; non più supportati dalla propria flotta, i Goti dovettero quindi levare l'assedio. Totila ordinò allora l'invasione della Sardegna e della Corsica, che ebbe buon esito in quanto la flotta bizantina inviata dall'Africa venne sconfitta dai Goti presso Cagliari.
Questi furono però gli ultimi successi per i Goti, che iniziavano a mostrare segni di declino: infatti in quello stesso anno il generale bizantino Artabane riuscì a cacciarli dalla Sicilia, mentre l'assedio goto di Crotone fallì per l'arrivo di truppe bizantine provenienti dalle Termopili. Totila inviò degli ambasciatori alla corte di Giustiniano, facendogli notare che una consistente parte dell'Italia era in mano ai Franchi, mentre il resto era desolato a causa della lunghissima guerra; proponeva quindi all'Imperatore la pace in cambio della cessione della Sicilia e della Dalmazia all'Impero e di un tributo annuale. Giustiniano, tuttavia, rifiutò le proposte di pace provenienti da Totila, e inviò un ambasciatore, Leonzio, presso i Franchi al fine di persuaderli ad allearsi con l'Impero contro i Goti, ma senza esito positivo.

#### 552: campagne di Narsete e uccisione di Totila e Teia
Terminati i preparativi nella primavera del 552, Narsete da Salona partì per l'Italia, cercando di raggiungerla via terra non avendo abbastanza navi a disposizione per giungervi via mare; il rifiuto dei Franchi stanziatisi nelle Venezie di concedere il passaggio nei loro territori agli imperiali costrinse Narsete a raggiungere Ravenna passando per le lagune, allora disabitate, su cui poi sorgerà Venezia. Non potendo attraversare la via Flaminia da Fano, perché la roccaforte della gola del Furlo era ben presidiata, Narsete probabilmente prese la via di Sassoferrato e Fabriano, evitando di attardarsi in assedi in quanto li riteneva una perdita di tempo; la tattica di Narsete dava infatti la priorità all'annientamento del nemico attraverso rischiose battaglie campali, a cui seguiva solo successivamente la cattura delle fortezze che rifiutavano la resa. Gli eserciti di Totila e Narsete si scontrarono in campo aperto nella battaglia di Tagina (Gualdo Tadino), detta dei Busta Gallorum: dopo un'accesissima battaglia gli imperiali, sfruttando un attacco imprudente dei Goti (che li espose ai dardi degli arcieri imperiali), ebbero nettamente la meglio sul nemico, infliggendogli gravissime perdite; Totila riuscì a fuggire ferito, ma morì nelle immediate vicinanze in un luogo chiamato Caprae, corrispondente all'attuale frazione di Caprara, dove tuttora esiste un sito chiamato "Sepolcro di Totila".
Dopo la battaglia decisiva, Narsete congedò i guerrieri mercenari longobardi al suo seguito, perché si abbandonavano al saccheggio delle città (al punto di "violare le donne nei templi"), affrettandosi quindi a rispedirli alle loro sedi (anche se Paolo Diacono, egli stesso appartenente a tale stirpe, nella sua Historia Langobardorum, non fa menzione dell'episodio pur essendo un religioso). Affidò quindi i Longobardi al generale Valeriano e al nipote di lui Damiano, ordinando loro di vigilare affinché, durante il loro ritorno in Pannonia, non commettessero atti iniqui. Mentre Valeriano, fatti ritornare i Longobardi nelle proprie terre, tentò di espugnare Verona senza riuscirci a causa dell'opposizione delle truppe franche a presidio delle Venezie, e gli Ostrogoti eleggevano a Pavia un nuovo re, Teia, gli imperiali si reimpadronivano di Narni, Perugia e Spoleto, giungendo infine ad assediare Roma. Grazie a una sortita di Dagisteo, i Bizantini riuscirono infine a costringere alla resa i Goti che ancora occupavano la città. Qui si inserisce il celebre commento di Procopio, che mise in evidenza come la vittoria bizantina si rivelasse invece un'ulteriore disgrazia per gli abitanti di Roma: i barbari arruolati nelle file di Narsete si abbandonarono al saccheggio e al massacro, e lo stesso fecero i fuggitivi Ostrogoti mentre si apprestavano a lasciare la città; inoltre il nuovo re goto Teia, alla notizia della caduta della città in mano imperiale, per rappresaglia fece giustiziare diversi figli di patrizi in sua mano.

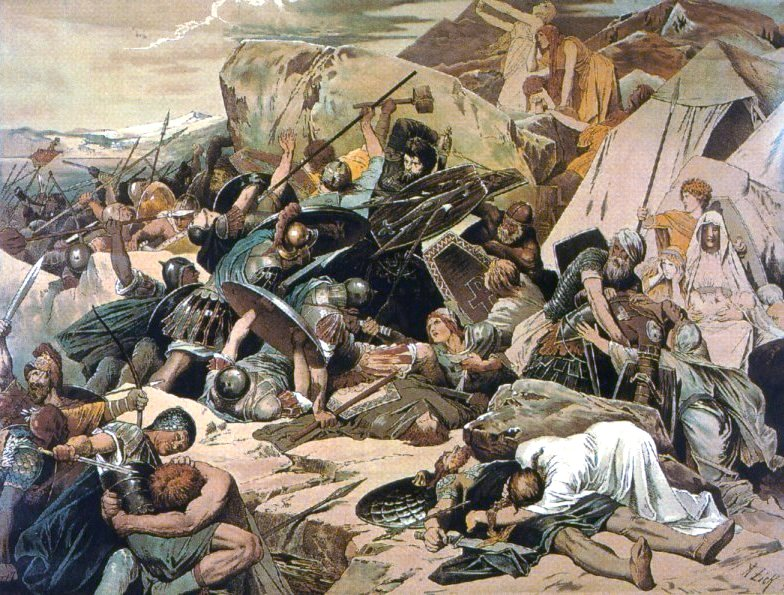
Battaglia dei monti Lattari tra Romani e Goti (l'equipaggiamento è anacronistico).

Mentre i Bizantini si impadronivano anche di Porto e Petra Pertusa, Teia tentò senza successo di stringere un'alleanza con i Franchi. Narsete, nel frattempo, inviò truppe ad assediare Civitavecchia e soprattutto Cuma, dove era custodito il tesoro dei Goti; Teia, allarmato, raccolse le truppe che aveva a disposizione e partì per la Campania, riuscendo ad eludere, con lunghe marce, le truppe imperiali condotte da Giovanni e dall'erulo Philemuth, inviate da Narsete nella Tuscia per ostacolare la sua avanzata. Narsete, allora, richiamò i due generali e procedette alla volta della Campania, con l'intento di scontrarsi con i Goti in una battaglia decisiva che avrebbe decretato le sorti della guerra. I due eserciti stettero per più di due mesi a stretta vicinanza tra loro, senza però scontrarsi direttamente perché separati dal fiume Draconte: gli unici scontri che avvenivano erano quelli a distanza tra gli arcieri, mentre i Goti costruirono baliste con cui colpire dall'alto i nemici. A cambiare la situazione fu l'intercettazione da parte degli imperiali della flotta gota che, attraverso il fiume, riforniva il proprio esercito: ciò costrinse gli Ostrogoti a ripiegare sui monti Lattari, dove speravano che il terreno impervio del luogo li avrebbe protetti dagli attacchi del nemico, ma ben presto compresero l'errore commesso, trovandosi lassù privi di vettovaglie per sé stessi e per i cavalli. Non avendo altra scelta, i Goti decisero quindi di affrontare in una disperata battaglia gli imperiali, scendendo dai monti e assalendo il nemico: nella conseguente battaglia dei Monti Lattari, combattuta nell'ottobre 552, i Goti si batterono accanitamente ma alla fine Teia fu ucciso e, dopo una disperata resistenza, i suoi guerrieri si arresero e si sottomisero a Bisanzio. Teia fu l'ultimo re dei Goti.

### L'invasione franco-alemanna

#### 553: l'assedio di Cuma e l'invasione di Butilino e Leutari
La morte di Teia non segnò tuttavia la resa definitiva di tutto l'esercito goto: Indulfo, con mille guerrieri, si rifugiò a Pavia, che dopo la caduta di Ravenna era diventata la sede della corte ed il maggior centro goto d'Italia, dove resistette ai bizantini per diverso tempo. Inoltre, non solo alcune fortezze gote sparse per la penisola ancora rifiutavano la resa, ma gli Ostrogoti che avevano rifiutato di abbassare le armi avevano inviato un'ambasceria al re dei Franchi Teodebaldo, chiedendogli sostegno militare contro i Bizantini; il re dei Franchi, tuttavia, rifiutò di intervenire direttamente nel conflitto pur non impedendo a due comandanti alemanni del suo esercito, Butilino e Leutari, di invadere la penisola alla testa di un'orda franco-alemanna comprendente, secondo almeno Agazia, ben 75 000 guerrieri (cifra che sembra comunque esagerata). Narsete ricevette la notizia dell'invasione franco-alemanna mentre era alle prese con l'assedio di Cuma, che opponeva una strenua resistenza, e reagì marciando in Tuscia con il grosso dell'esercito per spingere alla resa le fortezze ostrogote ancora ostinate a resistere e per respingere la nuova minaccia franco-alemanna, lasciando comunque parte dell'esercito a continuare l'assedio di Cuma. La sottomissione della Tuscia fu raggiunta senza incontrare resistenza, fatta eccezione per la fortezza di Lucca che continuò a resistere sperando nel soccorso franco-alemanno; Lucca si arrese a dicembre, dopo tre mesi di assedio, mentre quasi contemporaneamente nel sud anche Cuma capitolò. Durante l'assedio, Narsete aveva inviato una parte consistente della sua armata a sorvegliare il Po, nel tentativo di contrastare l'invasione franco-alemanna, anche se senza successo: infatti, i franco-alemanni avevano nel frattempo espugnato Parma e sconfitto i mercenari Eruli che avevano tentato di riprenderla, e inoltre Giovanni e Valeriano si erano ritirati a Faenza, segno che la sua strategia era fallita ed era ora esposto a un attacco nemico.
Lasciata una forte guarnigione a Lucca, Narsete ordinò ai suoi soldati di ritirarsi nei propri quartieri invernali per poi ricongiungersi a Roma nella primavera successiva, e si insediò a Classe, il porto di Ravenna; qui ricevette la notizia della resa di Cuma e della conquista del tesoro dei Goti, e inviò quindi il goto Aligerno presso i franco-alemanni per informarli che ora esso era in mano bizantina, sperando che, visto sfumare il sogno di impadronirsene, si sarebbero così ritirati: tale tentativo, però, non ebbe esito favorevole. In seguito Narsete si diresse a Rimini, dove strinse un'alleanza con Teodobaldo, comandante dei Varni.

#### 554: la battaglia del Volturno e la sconfitta di Butilino

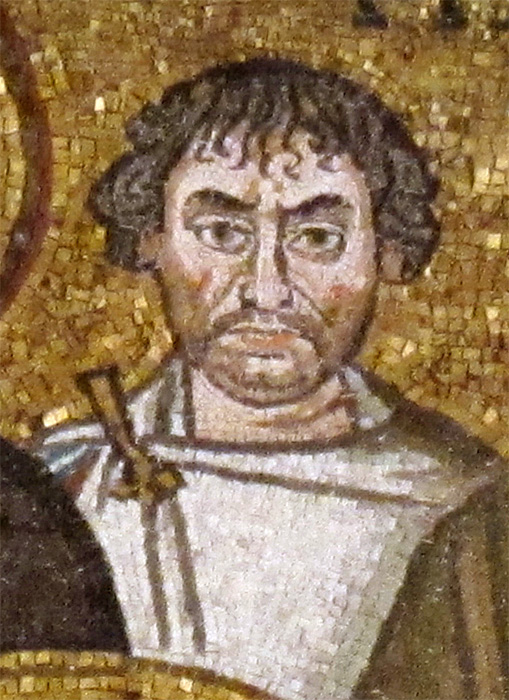
Uomo tradizionalmente identificato con Narsete, dal mosaico raffigurante la corte di Giustiniano nella basilica di San Vitale, a Ravenna.

Dopo aver messo in fuga un esercito franco-alemanno di 2 000 uomini nella primavera del 554, Narsete ritornò a Ravenna e da qui si diresse verso Roma; rimase nella città, dove si era riunito tutto l'esercito, fino all'estate del 554, addestrando i suoi uomini in modo che potessero migliorare le loro abilità combattive.
Nel frattempo i franco-alemanni, giunti nel Sannio, si erano divisi in due gruppi: uno, condotto da Leutari, raggiunse Otranto per poi ritornare in nord Italia; l'altro invece, condotto da Butilino, raggiunse lo Stretto di Messina. Entrambi gli eserciti compirono saccheggi ed uccisioni: i Franchi, tuttavia, a differenza degli Alemanni, non saccheggiarono gli edifici religiosi in quanto cristiani. Mentre l'esercito di Leutari tornava nel nord Italia venne sconfitto presso Pesaro dagli Imperiali; i superstiti trovarono rifugio nella Venezia in mano franca dove però molti morirono di dissenteria, tra cui lo stesso Leutari.
Nel frattempo Butilino, mosso dall'ambizione di diventare re dei Goti una volta vinti i Bizantini, decise di marciare in Campania per affrontare Narsete; il comandante franco-alemanno si accampò a Capua preparandosi allo scontro con gli Imperiali e rimanendo in attesa dei rinforzi che Leutari gli aveva promesso, ancora ignaro della sua morte. I due eserciti si scontrarono nella battaglia del Volturno (554): Butilino disponeva di 30 000 uomini, seppur colpiti in parte dalla dissenteria, mentre Narsete, con 18 000 soldati, era in inferiorità numerica; in ogni modo, in virtù della superiore capacità tattica, Narsete ottenne una vittoria schiacciante annientando completamente il nemico; Butilino trovò la morte sul campo di battaglia insieme alla quasi totalità del suo esercito mentre gli imperiali subirono perdite irrisorie. Questa vittoria, che pose fine alle grandi operazioni militari della guerra gotica, venne celebrata da Narsete a Roma.

#### 555-562: le ultime sacche di resistenza

Le conquiste di Giustiniano nel 555

Alcune città rimanevano tuttavia ancora in mano gota e franca; deciso a conquistarle, Narsete si diresse in direzione di Conza, ultima fortezza a sud del Po ancora in mano gota, per assediarla: nonostante la strenua resistenza della guarnigione gota, essa fu costretta a capitolare (555). Negli anni successivi Narsete procedette alla sottomissione delle restanti fortezze a nord del Po ancora in mano gota e franca: queste campagne, iniziate probabilmente nel 556, portarono a buoni risultati e già nello stesso anno, se prestiamo fede al cronista Mario di Avenches (non sempre esatto nelle date), i Franchi furono almeno temporaneamente espulsi dall'Italia. Tre anni dopo, nel 559, Milano e gran parte delle Venezie erano di nuovo in mano imperiale.
Rimanevano però alcune sacche di resistenza, come Brescia e Verona, che continuavano a resistere sembra sotto la guida del nobile goto Widin, che nella sua rivolta aveva ricevuto il sostegno del comandante dell'esercito franco nelle Venezie, Amingo. Narsete, dirigendosi verso Verona e Brescia per riconquistarle, tentò di oltrepassare il fiume Adige, venendo però impedito in ciò dall'esercito di Amingo che si era posto sulla riva opposta del fiume: un'ambasceria inviata dal generale bizantino per convincerlo con la diplomazia a concedergli il passaggio del fiume non ebbe successo, e Narsete fu costretto ad affrontare gli eserciti di Amingo e Widin in battaglia. Tale scontro fu vittorioso per i Bizantini: Amingo «venne ucciso dalla spada di Narsete» mentre Widin, catturato, venne inviato in esilio a Costantinopoli. Sconfitti gli eserciti ribelli in battaglia, Narsete procedette così all'assedio delle due città: Verona fu espugnata il 20 luglio 561, mentre Brescia si arrese nel medesimo anno o al più tardi nell'anno successivo. Sottomesse ormai le ultime sacche di resistenza, il generale bizantino informò Costantinopoli degli ultimi trionfi: la notizia della resa delle due fortezze arrivò nel novembre 562.

## Conseguenze

### Reazioni immediate

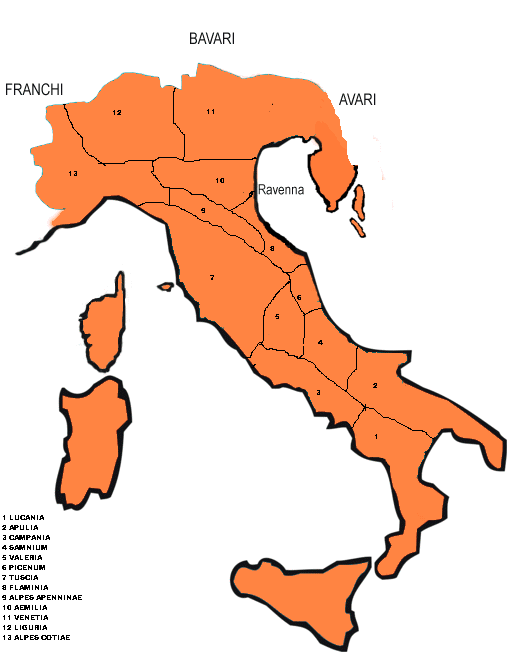
La prefettura del pretorio d'Italia, suddivisa in province.

Il 13 agosto 554, con la promulgazione a Costantinopoli da parte di Giustiniano di una pragmatica sanctio pro petitione Vigilii ("Prammatica sanzione sulle richieste di papa Vigilio"), l'Italia veniva fatta rientrare, sebbene non ancora del tutto pacificata, nel dominio "romano"; con essa Giustiniano estese la legislazione dell'Impero all'Italia, riconoscendo le concessioni attuate dai re goti fatta eccezione per l'"immondo" Totila (la cui politica sociale fu quindi annullata portando alla restaurazione dell'aristocrazia senatoriale e costringendo i servi affrancati da Totila a ritornare a servire i loro padroni), e promise fondi per ricostruire le opere pubbliche distrutte o danneggiate dalla guerra, garantendo inoltre che sarebbero stati corretti gli abusi nella riscossione delle tasse e sarebbero stati forniti fondi per promuovere la rifioritura della cultura.
Narsete rimase ancora in Italia con poteri straordinari e riorganizzò l'apparato difensivo, amministrativo e fiscale; a difesa della penisola furono stanziati quattro comandi militari, uno a Forum Iulii, uno a Trento, uno presso i laghi Maggiore e di Como ed infine uno presso le Alpi Graie e Cozie. L'Italia fu organizzata in Prefettura e suddivisa in due diocesi, a loro volta suddivise in province. La Sicilia e la Dalmazia vennero però separate dalla prefettura d'Italia: la prima non entrò a far parte di nessuna prefettura, venendo governata da un pretore dipendente da Costantinopoli, mentre la seconda venne aggregata alla Prefettura dell'Illirico; la Sardegna e la Corsica facevano già parte, fin dai tempi della guerra vandalica (533-534), della Prefettura del pretorio d'Africa. Secondo la "Prammatica Sanzione" i governatori provinciali sarebbero stati eletti dalle popolazioni locali, ovvero dai notabili e dai vescovi; tuttavia sull'effettiva applicazione di tale principio sono emersi dubbi, dato che da tempo i governatori provinciali erano controllati dall'autorità centrale. Inoltre la politica di Giustiniano e dei suoi successori fu quella di affidare le principali cariche civili e militari dei territori italici a funzionari di provenienza greco-orientale, in contrasto con la politica degli Ostrogoti, che avevano invece concesso ai membri dell'aristocrazia italica e del senato romano di detenere importanti cariche civili, come quella di prefetto del pretorio. La guerra aveva comunque inflitto all'Italia danni che non fu possibile cancellare in breve tempo e, anche se Narsete e i suoi sottoposti ricostruirono numerose città distrutte dai Goti, la situazione della penisola era comunque disastrosa, dato che, come ammise in due lettere papa Pelagio, le campagne erano talmente devastate da essere irrecuperabili e la Chiesa riceveva proventi solo dalle isole o da zone esterne alla penisola.
Se si presta fede alla "Prammatica Sanzione", le tasse non furono incrementate rispetto all'epoca gotica, ma evidentemente i danni provocati dalle devastazioni belliche resero molto difficile pagarle e, del resto, sembra che Narsete non ricevesse sussidi da Costantinopoli, ma dovesse provvedere da sé per il mantenimento dell'esercito e dell'amministrazione. Nel 568 Giustino II, in seguito alle proteste dei Romani per l'eccessiva pressione fiscale, rimosse dall'incarico di governatore Narsete sostituendolo con Longino. Il fatto che Longino sia indicato nelle fonti primarie come prefetto indica che governasse l'Italia in qualità di "prefetto del pretorio", sebbene non si possa escludere che fosse anche il generale supremo delle forze italo-bizantine.

### Impatto nella storia

#### Decadenza dell'Italia
Le conseguenze della guerra si fecero sentire sull'Italia per alcuni secoli, anche perché la popolazione, per non essere coinvolta, aveva abbandonato le città per rifugiarsi nelle campagne o sulle alture fortificate meglio protette, portando a compimento quel processo di ruralizzazione e di abbandono dei centri urbani iniziato nel V secolo. Anche se le cifre delle vittime riportate da Procopio sono forse esagerate, si può stimare che buona parte della popolazione italiana fosse stata decimata dagli assedi, dalle carestie e dalla peste. Particolarmente raccapriccianti sono, nella testimonianza di Procopio, i dettagli degli stenti subiti dalla popolazione di Milano durante l'assedio del 539 e quelli subiti dalle popolazioni della Penisola nello stesso anno:
(Procopio, La Guerra Gotica, II,20.)
Se alcune fonti propagandistiche parlano di un'Italia florida e rinata dopo la conclusione del conflitto, la realtà doveva essere ben diversa. Le misure legislative di Giustiniano atte a contrastare gli abusi fiscali in Italia risultarono vane e, nonostante Narsete e i suoi sottoposti avessero ricostruito, in tutto o in parte, numerose città distrutte dai Goti, l'Italia non riuscì a recuperare la sua antica prosperità. Nel 556 papa Pelagio si lamentò in una lettera al vescovo di Arelate delle condizioni delle campagne, «così desolate che nessuno è in grado di recuperare»; proprio a causa della situazione critica in cui versava l'Italia, Pelagio fu costretto a chiedere al vescovo in questione di inviargli i raccolti dei patrimoni pontifici nella Gallia meridionale, oltre a una fornitura di vesti, per i poveri della città di Roma. A peggiorare le condizioni del paese, già provato dal fiscalismo bizantino, contribuì inoltre un'epidemia di peste che spopolò l'Italia dal 559 al 562; ad essa, inoltre, fece seguito una carestia.
Anche Roma faticò, nonostante i fondi promessi, a riprendersi dalla guerra e l'unica opera pubblica riparata nella città di cui si ha notizia è il ponte Salario, distrutto da Totila e ricostruito nel 565. La guerra rese Roma una città spopolata e in rovina: molti monumenti divennero fatiscenti e dei 14 acquedotti che prima della guerra fornivano acqua alla città ora solo uno, secondo gli storici, rimase forse in funzione, l'Aqua Traiana fatta riparare da Belisario. Anche per il senato romano iniziò un irreversibile processo di declino che si concluse con il suo scioglimento verso l'inizio del VII secolo: molti senatori si trasferirono a Bisanzio o vennero massacrati nel corso della guerra. Roma, alla fine della guerra, contava non più di 30 000 abitanti (contro i 100 000 di inizio secolo) e si avviava alla completa ruralizzazione, avendo perduto molti dei suoi artigiani e commercianti e avendo accolto al contempo numerosi profughi provenienti dalle campagne. Il declino non coinvolse, tuttavia, tutte le regioni: quelle meno colpite dalla guerra, come la Sicilia o Ravenna, non sembrano aver risentito in misura rilevante degli effetti devastanti del conflitto, mantenendo la propria prosperità.
Anche i patrimoni della Chiesa subirono le conseguenze della guerra: nel 562, scrivendo al prefetto del pretorio d'Africa Boezio, papa Pelagio si lamentava del fatto che, a causa delle ingenti devastazioni belliche, ormai riceveva proventi solo dalle isole e dalle zone al di fuori dell'Italia, essendo impossibile, dopo venticinque anni continui di guerra, ricavarli dalla penisola desolata; e, essendo i proventi della Chiesa necessari per sfamare la popolazione povera di Roma, anch'essa ne avrebbe fatto le spese; tuttavia Pelagio e la Chiesa riuscirono a superare la crisi e a riprendersi, anche grazie alla confisca dei beni della Chiesa ariana che passarono alla Chiesa cattolica.
Il governo bizantino sul territorio italiano fu, inoltre, contraddistinto da una forte pressione fiscale che ricadeva sulle genti italiche, un aspetto tipico del sistema fiscale tardo-imperiale che i Bizantini ed i precedenti dominatori ostrogoti avevano ereditato dall'Impero romano. Il sistema romano-bizantino della iugatio-capitatio, istituito da Diocleziano e rimasto in vigore fino al VII secolo, risultava in effetti molto gravoso per i provinciali, anche perché stabiliva in anticipo l'ammontare della tassa in annona (spesso commutata in denaro per aderazione) che i contribuenti dovevano sborsare, senza tener conto di eventuali devastazioni ad opera di invasori, carestie, epidemie e altri fattori che potessero provocare un cattivo raccolto; solo in casi di devastazioni molto gravi le autorità riducevano temporaneamente il carico fiscale della provincia colpita dalla catastrofe. A ciò si aggiunse un altro male tipico del Tardo Impero Romano, la corruzione dei funzionari imperiali, i quali abusavano del proprio potere per arricchirsi a spese dei sudditi e dello Stato. Gli antichi abusi tipici dell'amministrazione tardo-imperiale continuarono a essere perpetrati non solo nell'Impero bizantino ma anche nei regni romano-barbarici, dove il problema era aggravato dall'indisciplina dei dominatori germanici che, abituati al saccheggio, faticavano ad adattarsi a una vita rispettosa delle leggi. Nonostante la "Prammatica Sanzione" avesse stabilito che le tasse non sarebbero state incrementate rispetto all'epoca gotica, evidentemente i danni provocati dalle devastazioni belliche e le continue pestilenze e carestie che afflissero la penisola tra il 562 e il 571 avevano reso molto difficile pagarle e, del resto, sembra che Narsete non ricevesse sussidi da Costantinopoli, ma dovesse provvedere da sé per il mantenimento dell'esercito e dell'amministrazione, venendo quindi costretto ad incrementare la pressione fiscale. I provvedimenti di Giustiniano per alleviare l'oppressione fiscale, come una moratoria di cinque anni per coloro che si fossero indebitati durante la guerra, nonché per porre un freno agli abusi perpetrati dai funzionari fiscali, non ebbero inoltre particolare successo, come testimonia il fatto che nel 595, in un'epistola diretta alla moglie dell'imperatore Maurizio, papa Gregorio I si lamentò delle iniquità degli esattori imperiali in Sicilia, Sardegna e Corsica che avevano spinto parte della popolazione a emigrare nella «nefandissima nazione dei Longobardi».
Non si deve dimenticare l'impellente necessità di entrate che affliggeva l'Impero romano d'Oriente, anche a causa degli effetti devastanti dell'epidemia di peste del 542, che aveva compromesso gravemente l'economia statale. Storici moderni hanno attribuito molti degli abusi perpetrati dai ministri di Giustiniano alla necessità di far quadrare il bilancio, nonostante l'epidemia di peste avesse ridotto di molto le entrate statali, provocando al contempo una netta crisi nei commerci, nell'agricoltura e in altri settori dell'economia.
A vanificare ogni tentativo di ripresa dell'Italia, fu l'invasione dei Longobardi (568) che provocò devastazioni e saccheggi nella penisola «per nulla inferiori a quelli della guerra gotica». I Longobardi in un primo momento esercitarono sui Romani un brutale diritto di conquista, e sembra che Venezia sia sorta proprio perché gli abitanti, in cerca di riparo dai Longobardi, si sarebbero stanziati nella laguna. Durante il Periodo dei Duchi (574-584), le condizioni degli italici sottomessi ai Longobardi si aggravarono, avendo i duchi «spogliato le chiese, ucciso i sacerdoti, rovinato le città e decimato le popolazioni che erano cresciute come messi sui campi»; nello stesso capitolo Paolo Diacono sostiene che «molti nobili Romani furono uccisi per cupidigia», mentre gli altri furono «divisi tra i Longobardi secondo il sistema dell'ospitalità» e «resi tributari con l'obbligo di versare la terza parte dei loro raccolti ai Longobardi». I duchi longobardi, inoltre, condussero scorrerie nei territori ancora in mano bizantina, saccheggiando le chiese, violentando i monaci e devastando a tal punto la città di Aquino che rimase senza popolo e senza vescovo; Roma, minacciata, richiese aiuti militari sia all'Imperatore che dai Franchi, ma senza risultati.
Tuttavia, già ai tempi di Autari (584-590), le condizioni dei Romanici sotto il dominio longobardo migliorarono:
(Paolo Diacono, Historia Langobardorum, III,16.)
Il suo successore Agilulfo avviò la conversione al cattolicesimo del suo popolo e, su richiesta di papa Gregorio I, firmò nel 598 una tregua con Bisanzio che, salvo alcune sporadiche guerre (601-603; 605; 617-619; 639-643; 663), fu rinnovata quasi ogni anno e portò la pace in Italia per quasi tutto il VII secolo, consentendole una graduale ripresa. Nell'VIII secolo, ai tempi del re longobardo Liutprando, i Longobardi erano in gran parte romanizzati, abbandonando molti dei loro costumi adottando invece quelli romanici, e si verificò una relativa ripresa demografica ed economica, con l'espandersi del commercio, che provocò a sua volta un'espansione dell'economia monetaria; anche se non si raggiunse mai una completa parificazione sociale, le condizioni degli italici migliorarono al punto che alcuni di essi riuscirono a ricoprire posizioni di un certo rilievo nella società longobarda. La completa ripresa economica dell'Italia, comunque,  non poté realizzarsi prima della nascita e dello sviluppo dei primi comuni (XI secolo).

#### Conquista effimera: l'invasione longobarda e la perdita dell'unione politica

L'Italia nel 572.

La conquista di alcune regioni italiane risultò essere effimera per i Bizantini, mentre il dominio di altre si protrasse per alcuni secoli. Stando a ciò che scrive Paolo Diacono, dissensi fra Narsete e il nuovo imperatore Giustino II (oppure, come indica Paolo Diacono con ironia, le continue contumelie dell'imperatrice Sofia), spinsero il primo a chiamare in Italia il re dei Longobardi Alboino. Tali asserzioni sono prive di fondamento storico: gli storici moderni ritengono più probabile che i Longobardi abbiano invaso l'Italia piuttosto perché pressati dall'espansionismo degli Avari; altri studiosi invece, nel tentativo di rendere più credibile la leggenda dell'invito di Narsete, hanno congetturato che i Longobardi potrebbero essere stati invitati in Italia dal governo bizantino con l'intenzione di utilizzarli come foederati per contenere eventuali attacchi franchi, ma le loro asserzioni non sono verificabili e universalmente condivise. Secondo la tradizione riportata da Paolo Diacono, il giorno di Pasqua del 568 Alboino entrò in Italia; sono state avanzate varie ipotesi sui motivi per cui Bisanzio non ebbe la forza di reagire all'invasione:
- la scarsità delle truppe italo-bizantine, indebolite anche da una pestilenza seguita da una carestia;
- la mancanza di un generale talentuoso dopo la rimozione di Narsete;
- il probabile tradimento dei Goti presenti nelle guarnigioni che, secondo alcune ipotesi, avrebbero aperto le porte ai Longobardi;
- l'alienazione delle genti locali per la politica religiosa di Bisanzio;
- la possibilità che potrebbero essere stati i Bizantini stessi a invitare i Longobardi nel nord Italia per utilizzarli come foederati;
- la prudenza dell'esercito bizantino che in genere, invece di affrontare subito gli invasori con il rischio di farsi distruggere le proprie truppe, attendeva che si ritirassero con il loro bottino e solo in caso di necessità interveniva.

Così negli anni settanta del secolo i Longobardi posero la loro capitale a Pavia conquistando tutto il nord della penisola tranne le coste della Liguria e del Veneto. Al centro e al sud si formarono invece i ducati longobardi di Spoleto e di Benevento: i duchi fondatori (Faroaldo a Spoleto e Zottone a Benevento) non sembrerebbero essere venuti in Italia con Alboino, ma secondo alcune congetture - ora divenute maggioritarie - sarebbero arrivati in Italia già prima del 568, come foederati al servizio dell'Impero rimasti dopo la guerra gotica; solo nel 576, dopo il fallimento della spedizione contro i Longobardi del generale bizantino Baduario, i foederati longobardi di Spoleto e Benevento si sarebbero rivoltati a Bisanzio, formando questi due ducati autonomi. Dopo la formazione dei due ducati longobardi meridionali, Roma era apertamente minacciata e nel 579 fu essa stessa assediata; nel 578 il senato romano inviò richieste di aiuto all'imperatore Tiberio II ma questi, essendo impegnato sul fronte orientale, non poté far altro che consigliare al senato di corrompere col denaro i duchi longobardi per spingerli a passare dalla parte dell'Impero e combattere in Oriente al servizio di Bisanzio contro la Persia, oppure di comprare un'alleanza con i Franchi contro i Longobardi.
L'invasione longobarda comportò necessariamente la militarizzazione dei residui territori bizantini in Italia: l'incessante stato di guerra con i Longobardi indusse le autorità militari ad accentrare i poteri esautorando progressivamente le loro controparti civili, che non sono più attestate a partire dalla seconda metà del VII secolo, e la prefettura del pretorio d'Italia fu riorganizzata in Esarcato, retto dall'esarca d'Italia, i cui poteri coincidevano grossomodo con quelli del generalissimo (strategos autokrator) di età giustinianea; la carica di "prefetto d'Italia" non venne abolita fino ad almeno a metà del VII secolo anche se divenne subordinata all'esarca. Il primo riferimento nelle fonti dell'epoca all'esarca si ha in una lettera di papa Pelagio II del 4 ottobre 584; secondo gli storici moderni, l'esarcato, all'epoca della lettera (584), doveva essere stato istituito da poco tempo. I confini dell'Esarcato d'Italia non furono mai definiti dato l'incessante stato di guerra tra Bizantini e Longobardi.
In realtà l'autorità imperiale cercò di riprendere il controllo della penisola, ma fallì per motivi strettamente militari. Nel 574 d.C. si ha notizia certa di una vera e propria controffensiva: l'imperatore Giustino II organizzò un contingente giudato dal "comes sacri stabuli" Baduario, che giunse in Italia l'anno successivo. Il "Chronacon" di Giovanni di Biclaro riporta che si svolse una battaglia in una località imprecisata dove i Romani furono sconfitti e lo stesso Baduario vi trovò la morte ; i Longobardi erano ormai abbastanza forti sotto il profilo militare e numerico da tenere testa a intere armate imperiali organizzate.
Grazie alla riorganizzazione dell'Italia bizantina avvenuta all'epoca dell'imperatore Maurizio, Roma e parte del Lazio, Venezia, Ravenna e la Romagna, la Sicilia e la Sardegna resteranno in mano bizantina per altri due secoli, e vaste zone costiere dell'Italia meridionale faranno parte dell'Impero romano d'Oriente fino alla conquista normanna (XI secolo). Inoltre, la differenziazione fra domini longobardi nella terraferma, tipicamente organizzati in ducati (tra i principali, Friuli, Trento, Verona, Brescia, Bergamo, Pavia, Tuscia, Spoleto, Benevento), e domini bizantini sulla costa (Venezia, Napoli, Ravenna, la Pentapoli), diede avvio a un processo di frammentazione politica che sarà tipico dell'Italia fino al XIX secolo.

## Fonti storiografiche
La gran parte delle informazioni oggi disponibili sulla guerra gotica è stata tramandata da Procopio di Cesarea, segretario di Belisario, in 4 degli 8 libri che formano la sua Storia delle guerre di Giustiniano. Procopio partecipò direttamente alle prime fasi del conflitto, in particolare durante il primo assedio di Roma (537-538); lo storico, però, non era favorevole a Giustiniano e per tale ragione, secondo alcuni studiosi, le sue affermazioni e valutazioni non sono sempre attendibili. Non vanno dimenticate le Storie di Agazia, continuatore di Procopio, che narrò la campagna di Narsete contro i Franchi e gli Alemanni (553-554).
Infine, una testimonianza importante è fornita dalla opera De origine actibusque Getarum dello storico Giordane, meglio nota come Getica: Giordane, essendo di origine gotica, fornisce una visione complementare di molti fatti testimoniati da Procopio.

## Influenze sulla letteratura e sulle arti
Sembra che la guerra gotica abbia suscitato l'interesse di Torquato Tasso: infatti, come scrisse Edward Gibbon nella sua opera Storia del declino e della caduta dell'Impero romano (Capitolo 43):
Il letterato vicentino Gian Giorgio Trissino (1478-1550) dedicò alla guerra gotica addirittura un poema epico, L'Italia liberata dai Goti, definito da alcuni critici letterari come «il poema più noioso della letteratura italiana». Il poema in questione, in 27 canti e in endecasillabi sciolti, è dedicato all'Imperatore mecenate Carlo V d'Asburgo: esso inizia con Giustiniano che riceve da un angelo che gli appare in sogno la missione di liberare l'Italia dalla tirannia degli eretici Ostrogoti (di fede ariana); Giustiniano affida quindi la missione a Belisario ma, dopo alcuni iniziali successi, la profanazione di un altare da parte di un soldato greco fa sì che la Vergine Maria inizi a favorire gli Ostrogoti, con il risultato che Belisario viene sconfitto. La guerra comunque volge in favore di Bisanzio grazie all'arrivo di una nuova armata condotta da Narsete che, dopo aver vinto il re goto Vitige in una disfida tra 12 guerrieri greci e 12 guerrieri ostrogoti, lo fa catturare e sottomette tutta l'Italia a Bisanzio, riunendola all'Impero.
Nel 1876 il letterato tedesco Felix Dahn scrisse il romanzo storico Ein Kampf um Rom (traduzione letterale: Guerra per Roma), ispirato liberamente all'opera di Procopio di Cesarea. Esso narra la lotta tra Bizantini e Ostrogoti per il possesso di Roma e dell'Italia, ma inserisce anche una terza fazione, quella capeggiata dal senatore romano fittizio Cetego, il quale vorrebbe restaurare l'Impero romano d'Occidente, cacciando sia i Greci che gli Ostrogoti dalla penisola; alla fine del romanzo il re ostrogoto Teia viene sconfitto dal generale Narsete, portando alla rovina della nazione ostrogota, sottomessa a Bisanzio. Nel 1968 e nel 1969 uscì un adattamento cinematografico in due parti dell'opera di Dahn, Kampf um Rom I e Kampf um Rom II - Der Verrat. Il film, a cui prese parte persino Orson Welles, uscì anche in Italia con il titolo La calata dei Barbari, ma in versione rimaneggiata: per ridurre le due parti del film in una sola, furono tagliate diverse scene, con il risultato che la versione italiana dura solo 89 minuti contro i 189 minuti della versione originale.

### Fonti primarie
- Procopio di Cesarea, La Guerra Gotica, 4 libri
- Procopio di Cesarea, Storia segreta
- Agazia Scolastico, Storie (Libri I-II)

### Fonti moderne
- (FR) Bernard Bavant, Le duché byzantin de Rome. Origine, durée et extension géographique, in Mélanges de l'Ecole française de Rome. Moyen-Age, Temps modernes, vol. 91, n. 1, 1979,  pp. 41-88.
- Jörg Jarnut, Storia dei Longobardi, traduzione di Paola Guglielmotti, Torino, Einaudi, 1995  [1982], ISBN 88-06-13658-5.
- (EN) Arnold Hugh Martin Jones, The later Roman Empire, 284-602: a social, economic, and administrative survey, Norman, University of Oklahoma Press, 1964, ISBN 0-8018-3354-X.
- Edward N. Luttwak, La grande strategia dell'Impero bizantino, Rizzoli, 2009, ISBN 978-88-17-03741-9.
- Cécile Morrisson, Gli avvenimenti: prospettiva cronologica, in Cécile Morrisson (a cura di), Il mondo bizantino. I. L'Impero romano d'Oriente (330-641), Einaudi, 2007,  pp. 5-52, ISBN 978-88-06-18610-4.
- Georg Ostrogorsky, Storia dell'Impero bizantino, Milano, Einaudi, 1968, ISBN 88-06-17362-6.
- Giorgio Ravegnani, I Bizantini in Italia, Bologna, Il Mulino, 2004, ISBN 978-88-15-09690-6.
- Giorgio Ravegnani, Soldati e guerre a Bisanzio. Il secolo di Giustiniano, Bologna, Il Mulino, 2009, ISBN 978-88-15-13044-0.
- Eliodoro Savino, Campania tardo-antica: 284-604, Edipuglia srl, 2005, ISBN 978-88-7228-257-1.
- Giovanni Tamassia, Storia del regno dei Goti e dei Longobardi in Italia, II, 1827. ISBN non esistente
- Warren Treadgold, Storia di Bisanzio, Bologna, Il Mulino, 2005, ISBN 978-88-15-13102-7.
- Marco Trombino, Il genocidio degli Italiani. La Guerra Gotica del VI secolo, Firenze, Phasar Edizioni, 2025, ISBN 978-88-6358-910-8.